# ムンスター戦車博物館
ムンスター戦車博物館は、ドイツのニーダーザクセン州、ハイデクライス郡
のムンスターにある戦車博物館である。現地ドイツでの名称表記はDeutsches Panzermuseum Munsterで、日本語に直訳すると"ムンスター・ドイツ戦車博物館"となる。
博物館のあるムンスター（Munster）は西部の都市ミュンスター（Münster）とは異なるドイツ北部の小さな町で、町の一部はドイツ連邦軍の訓練施設であるムンスター訓練場となっている。ムンスター戦車博物館もドイツ連邦軍の教育施設として設立され、その後一般公開もされるようになった。

## 概要
ムンスター戦車博物館は、1917年以来のドイツ機甲部隊の歴史を学ぶことのできるドイツ連邦軍の士官向け教育施設として1983年に整備され、現在は一般公開されており、年間数万人の来場者がある。
ムンスターのコレクションの中心は、約40両のドイツ連邦軍および西ドイツ時代の戦車や装甲車、約40両の第二次世界大戦時代のドイツ国防軍の戦車や装甲車である。この他、アメリカ、イギリス、ソ連の戦車なども展示されている。保有されている車両の多くはレストアされ、稼動可能な状態とされている。
また、博物館には小火器や軍服、勲章なども、各時代のドイツのものを中心にコレクションされている。
ムンスター戦車博物館のコレクションにはいくつかの珍しい車両がある。第一次世界大戦で当時のドイツ軍が使用したA7V戦車の実物大レプリカが展示されているが、この車両を展示しているのはヨーロッパでここだけである。また、世界で2両のみ残っているシュトルムティーガーの1両が、この博物館で保管されている。

## 展示車両の例
展示品の詳細は右記 Wikimedia Commons のリンクも参照下さい。

### 第一次世界大戦～戦間期の車両

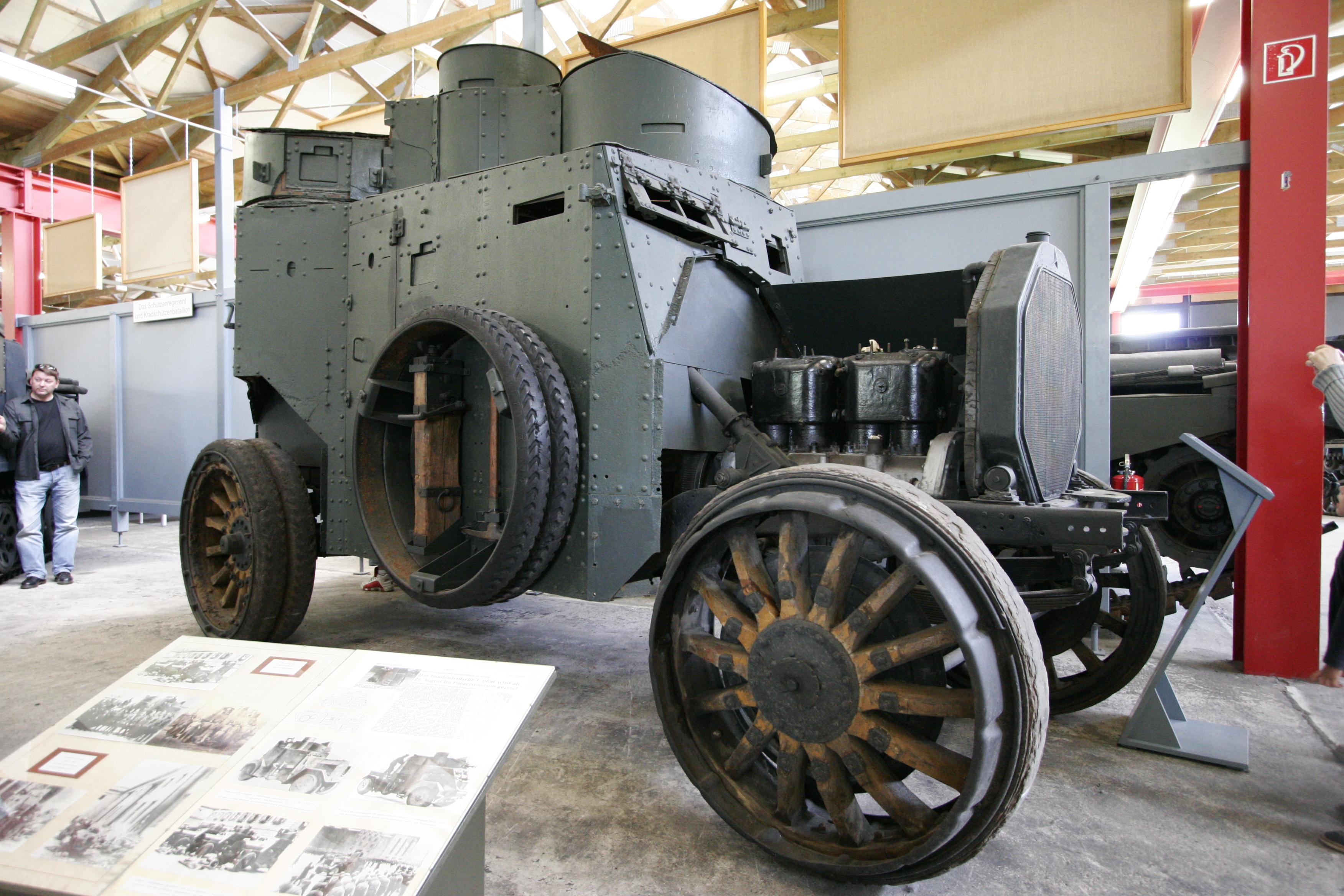
ダイムラー DZVR21装甲車
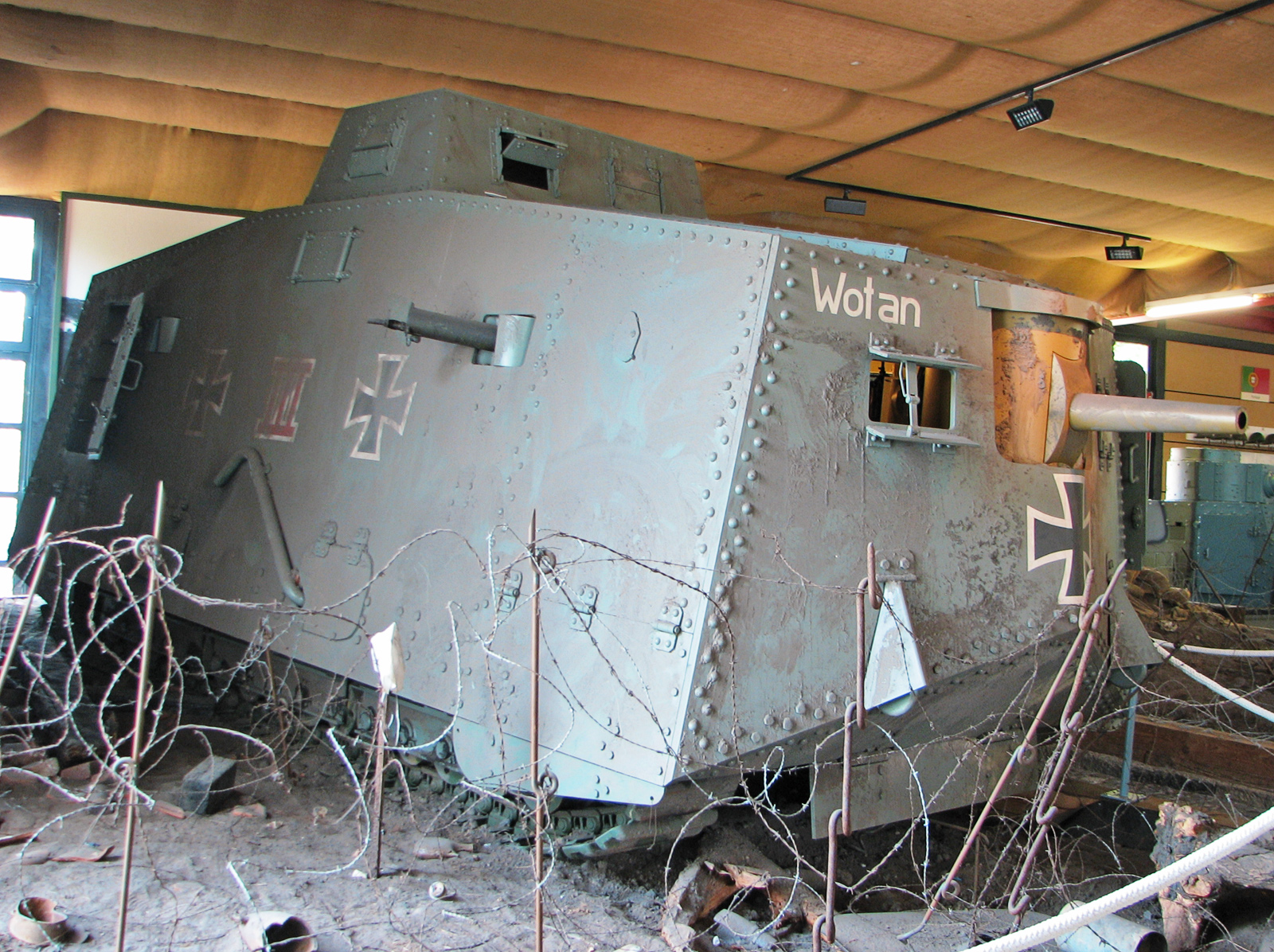
A7V（レプリカ）
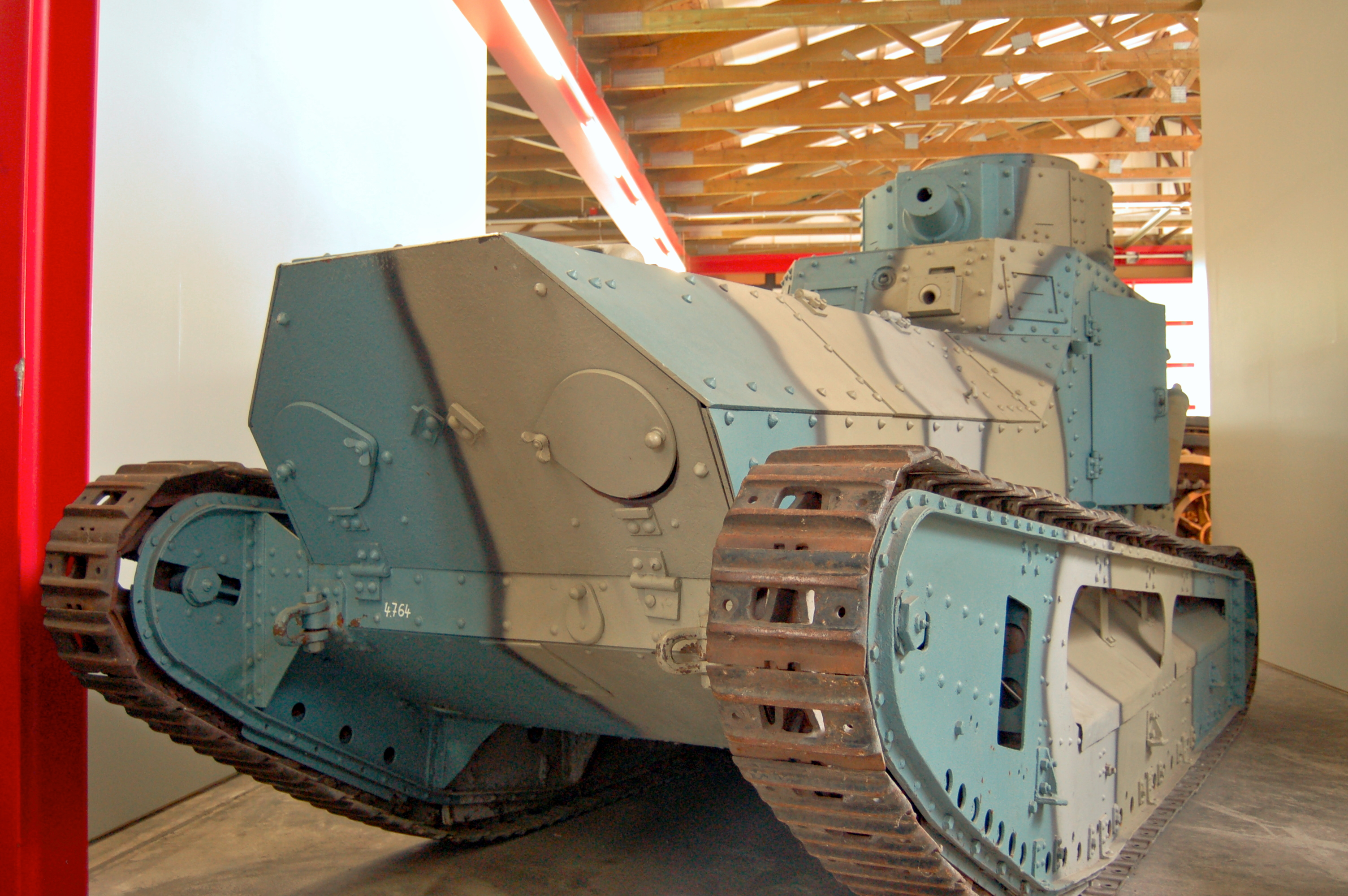
LK II軽戦車

### 第二次世界大戦のドイツ軍車両

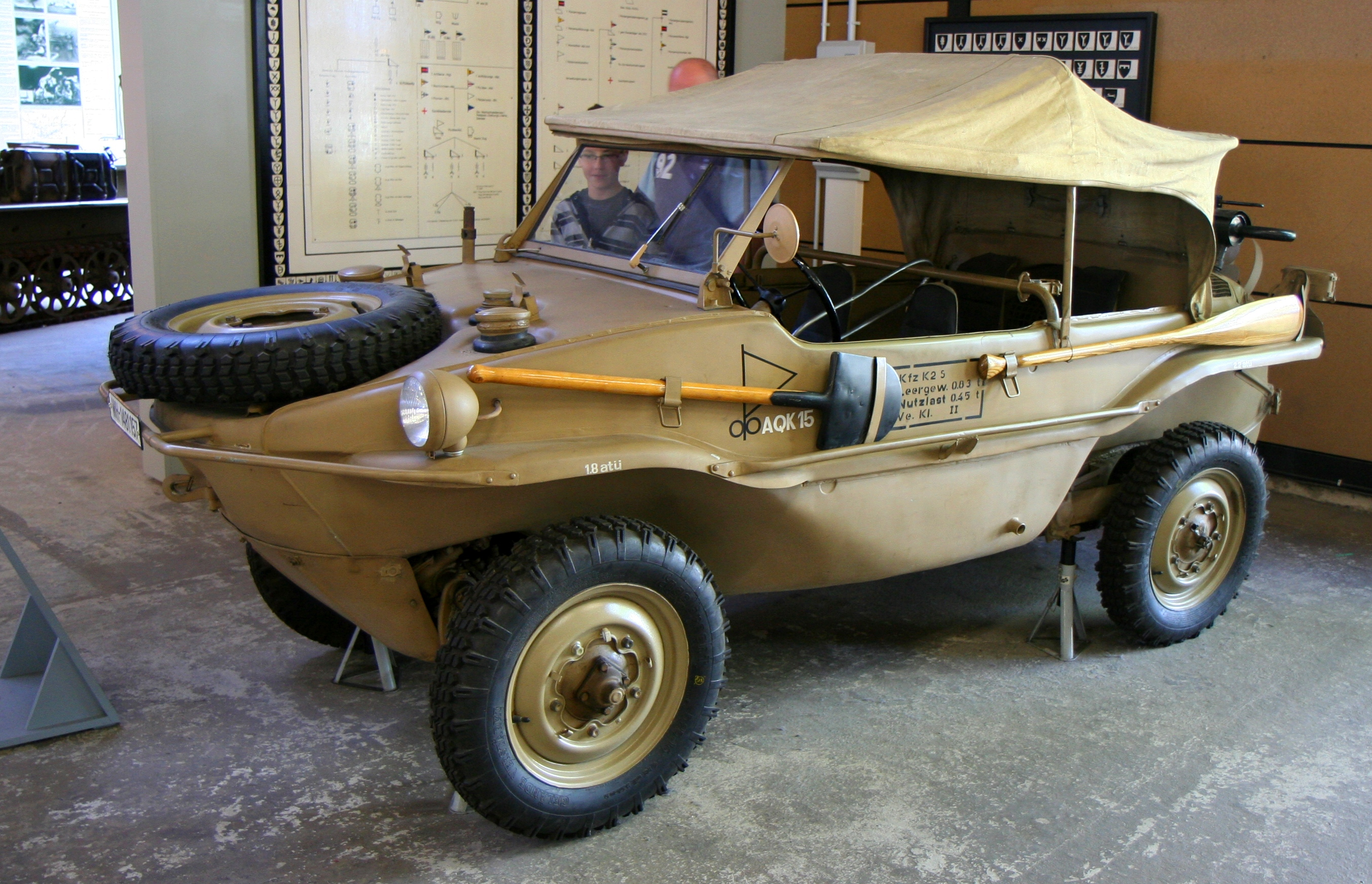
シュビムワーゲン
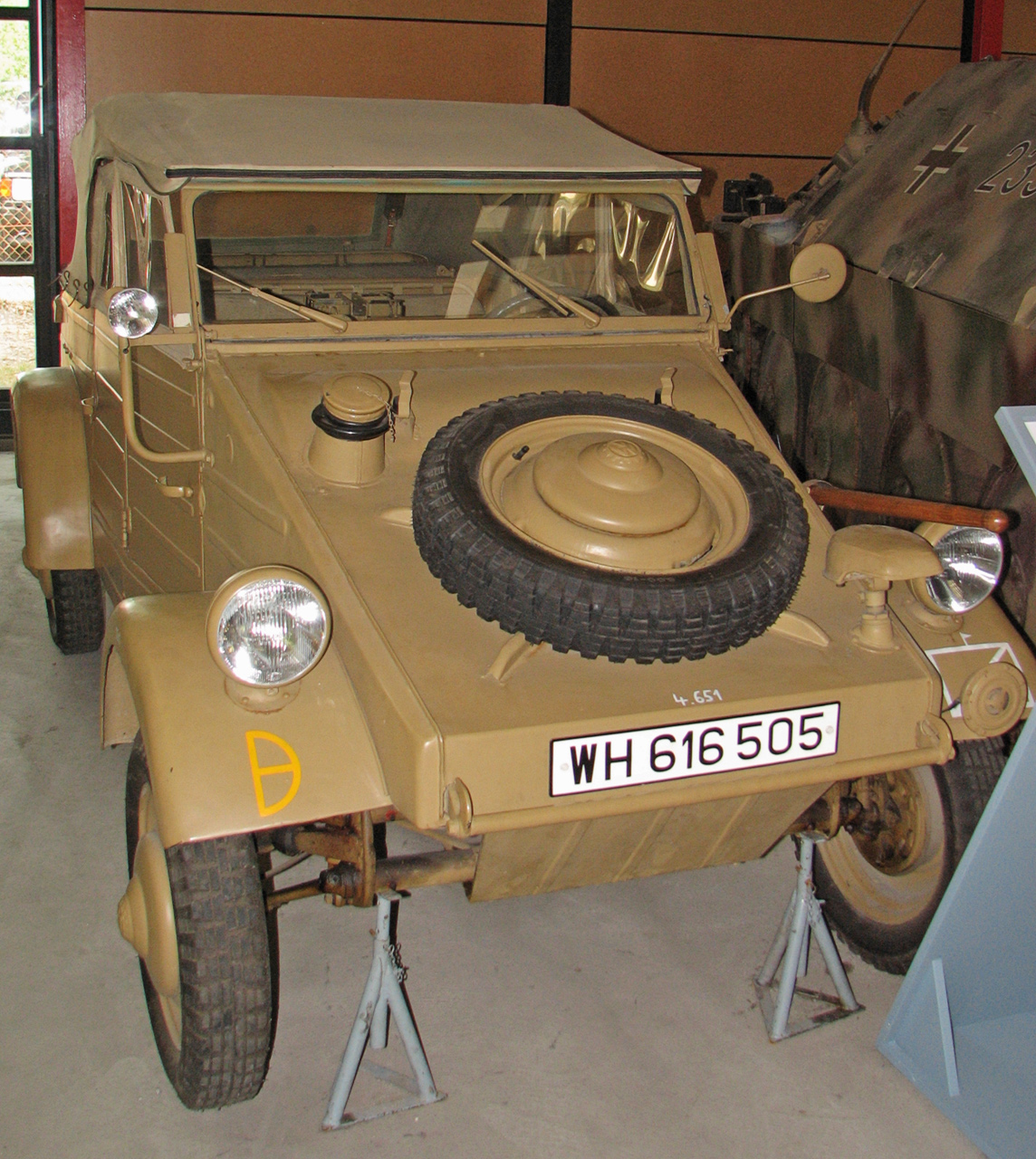
キューベルワーゲン
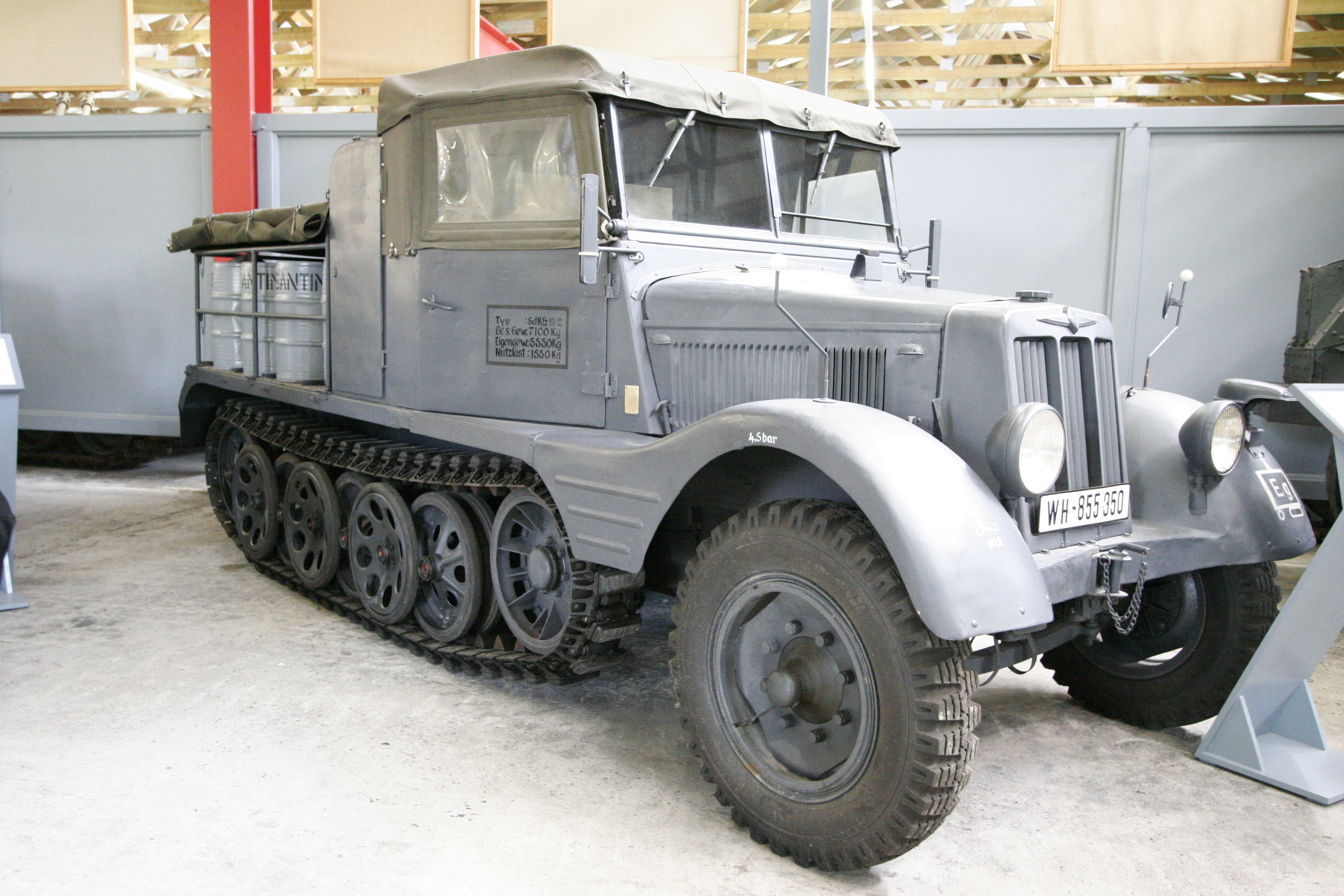
Sd.Kfz.11 3トンハーフトラック
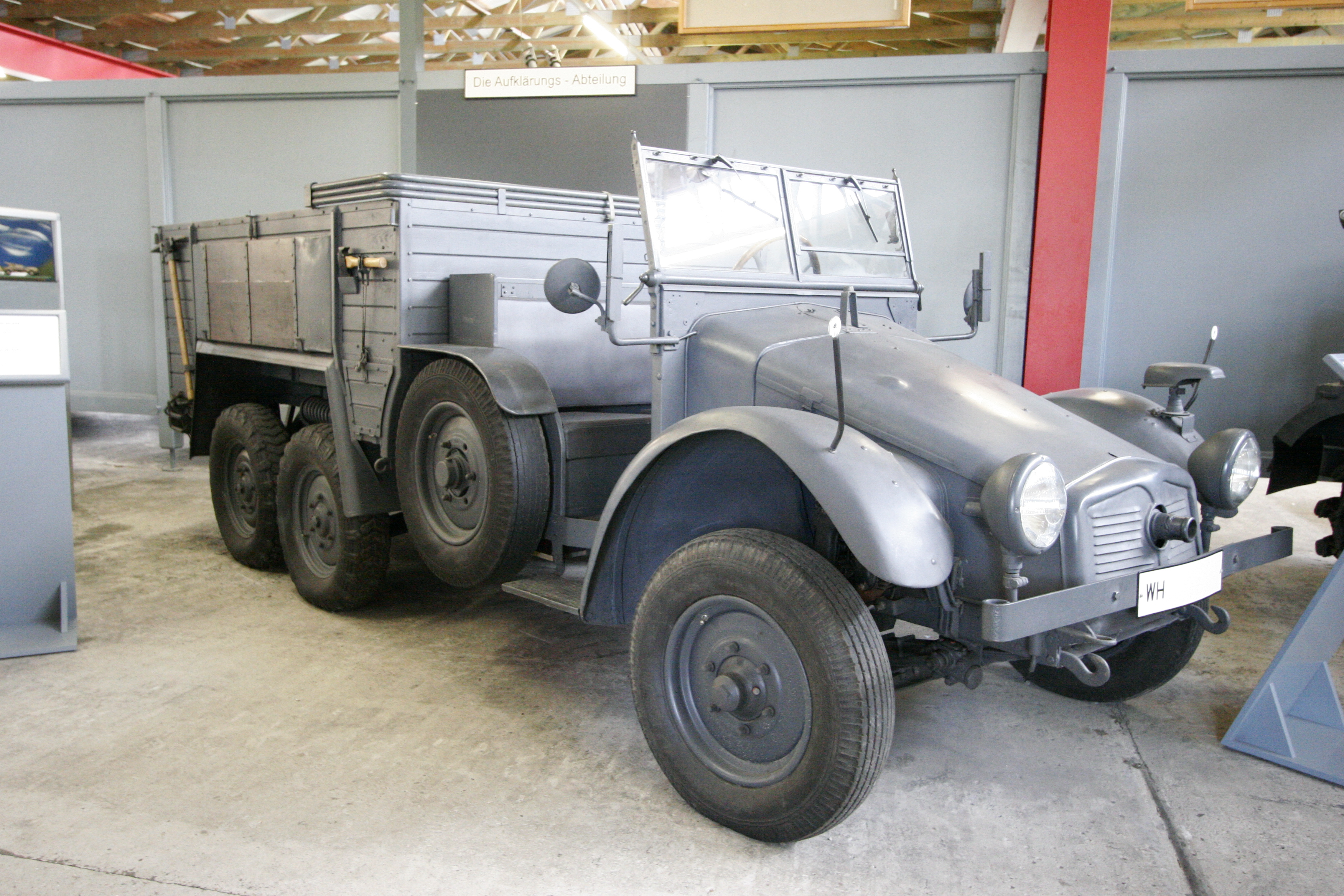
クルップ・プロッツェ

### 第二次世界大戦のドイツ軍自走砲

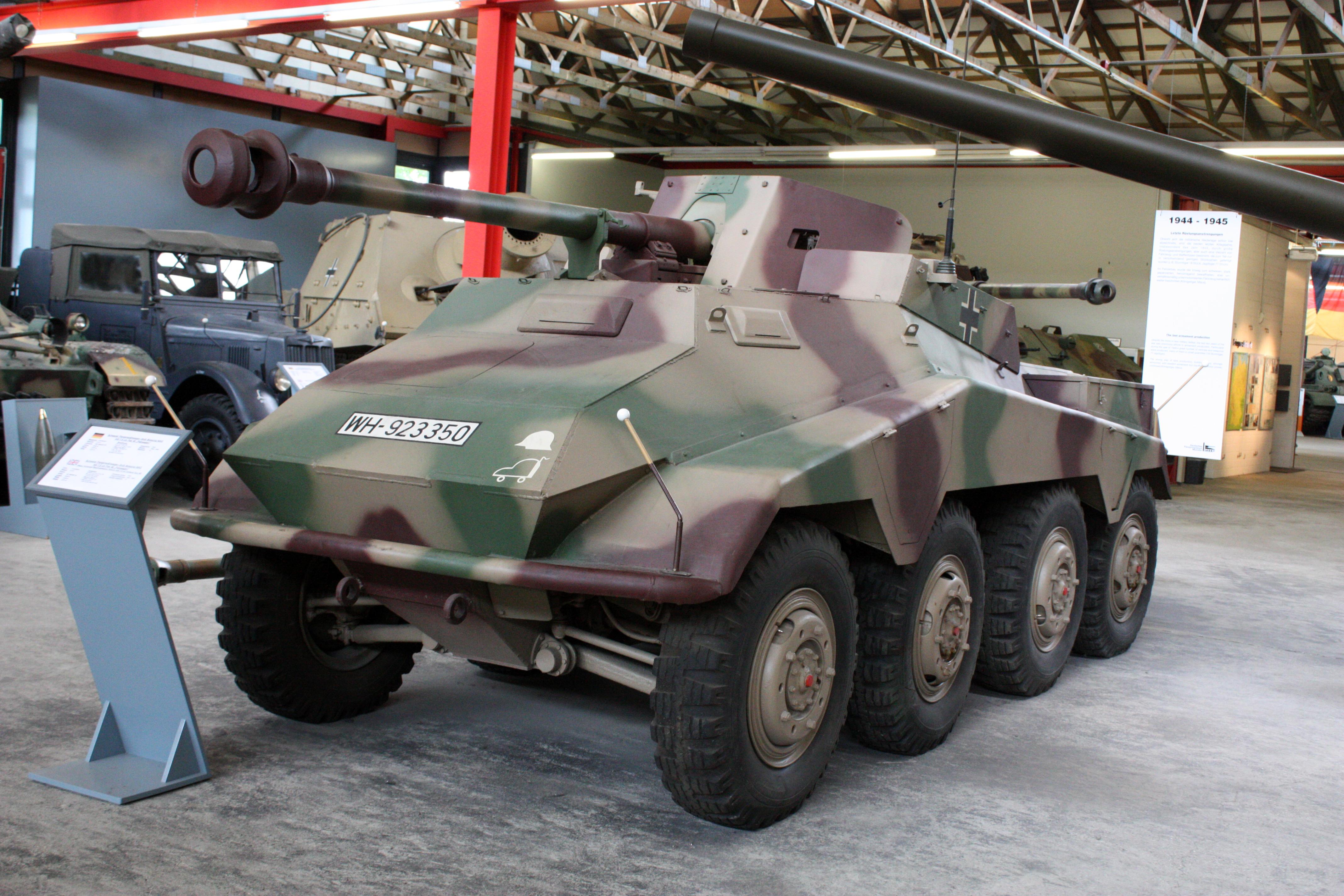
Sd Kfz 234/4 パックワーゲン
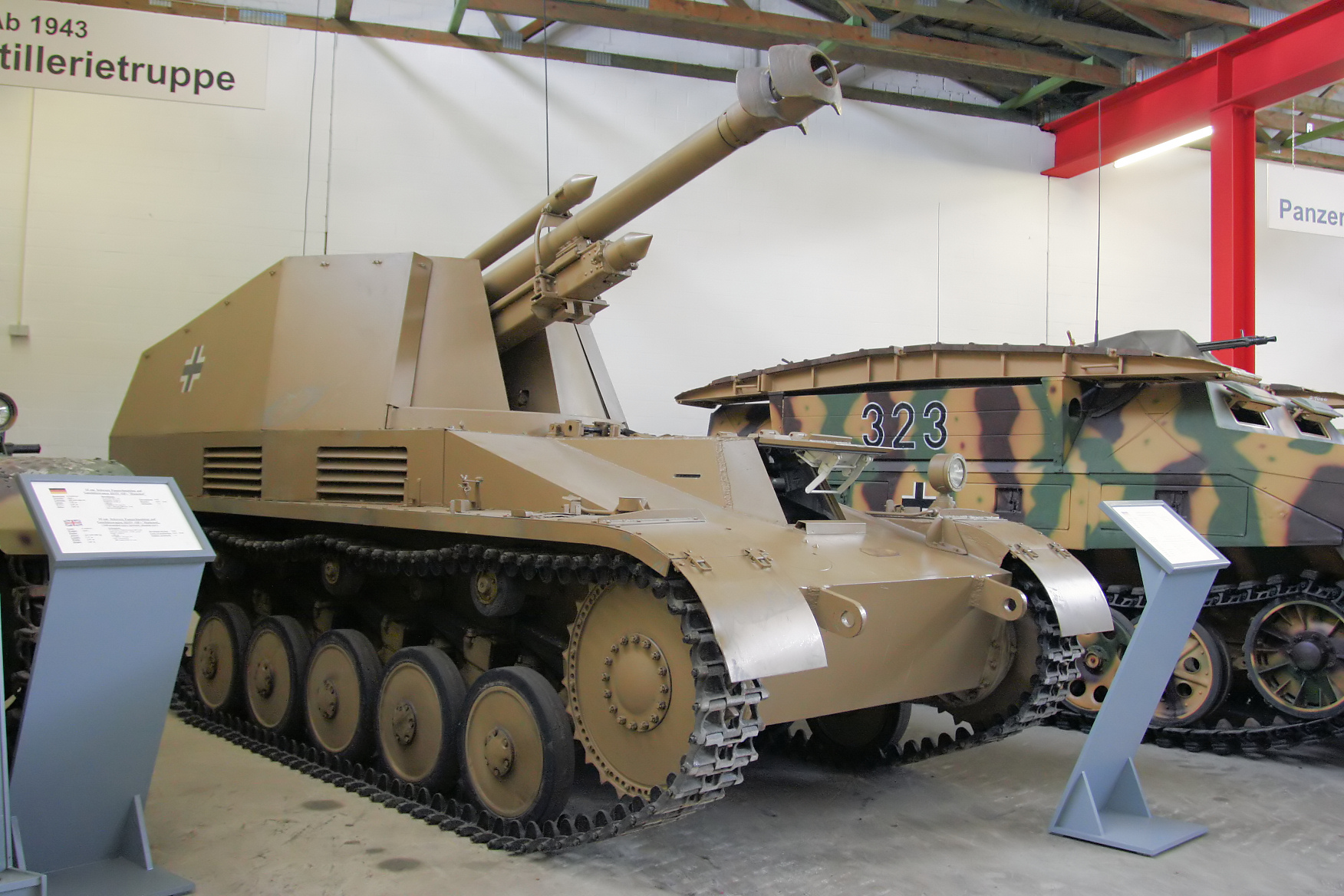
ヴェスペ 10.5cm自走砲
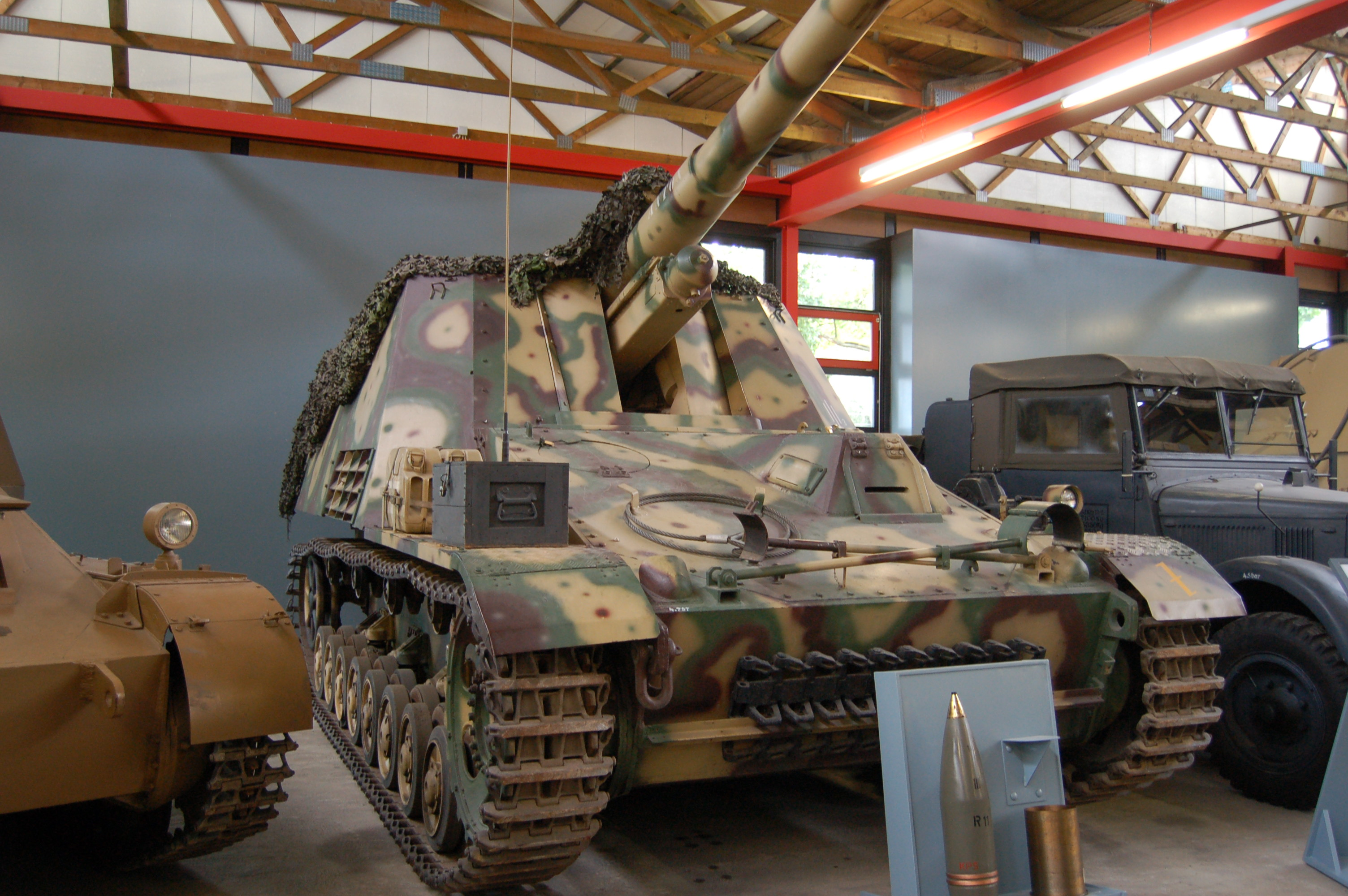
フンメル 150mm自走砲
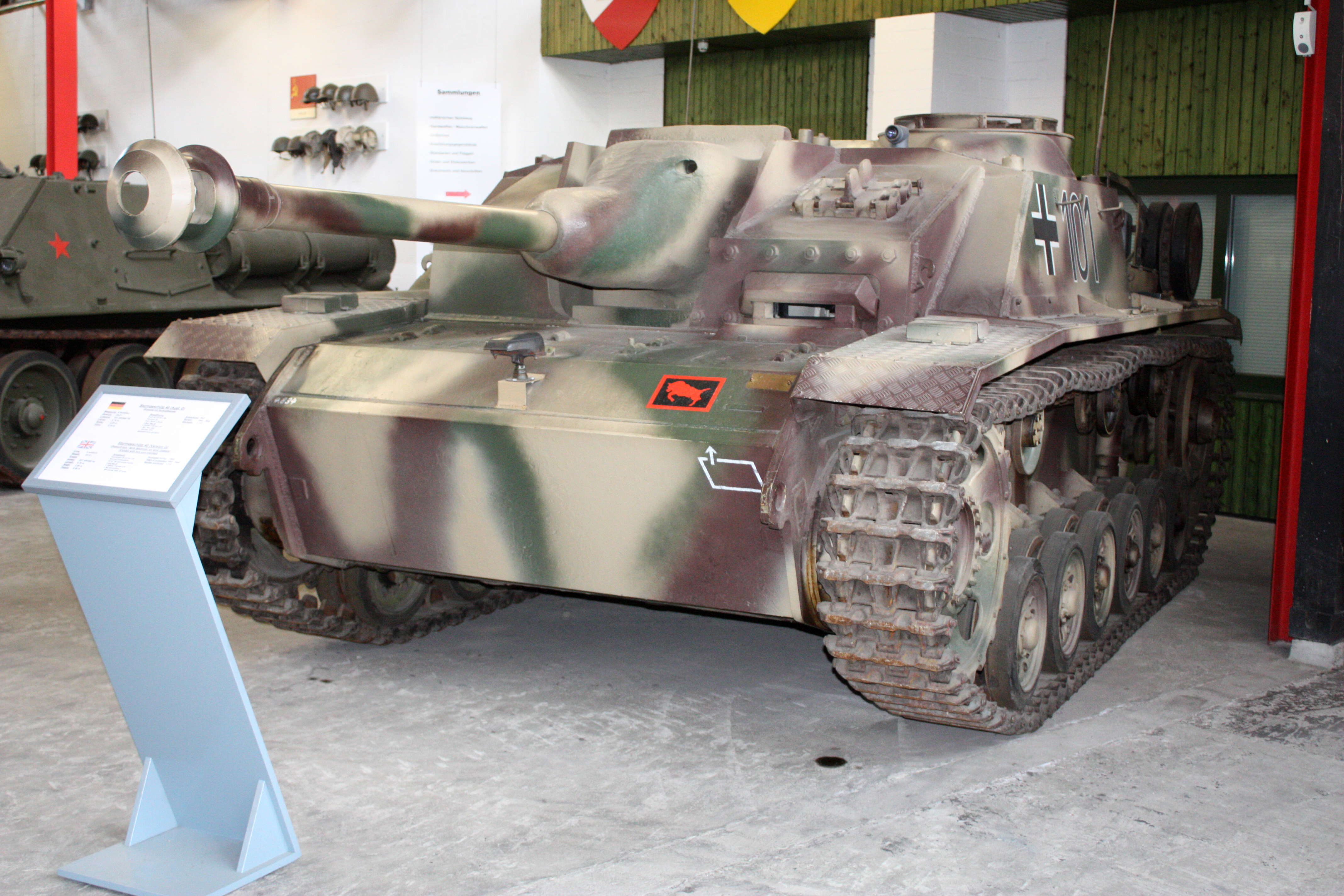
III号突撃砲
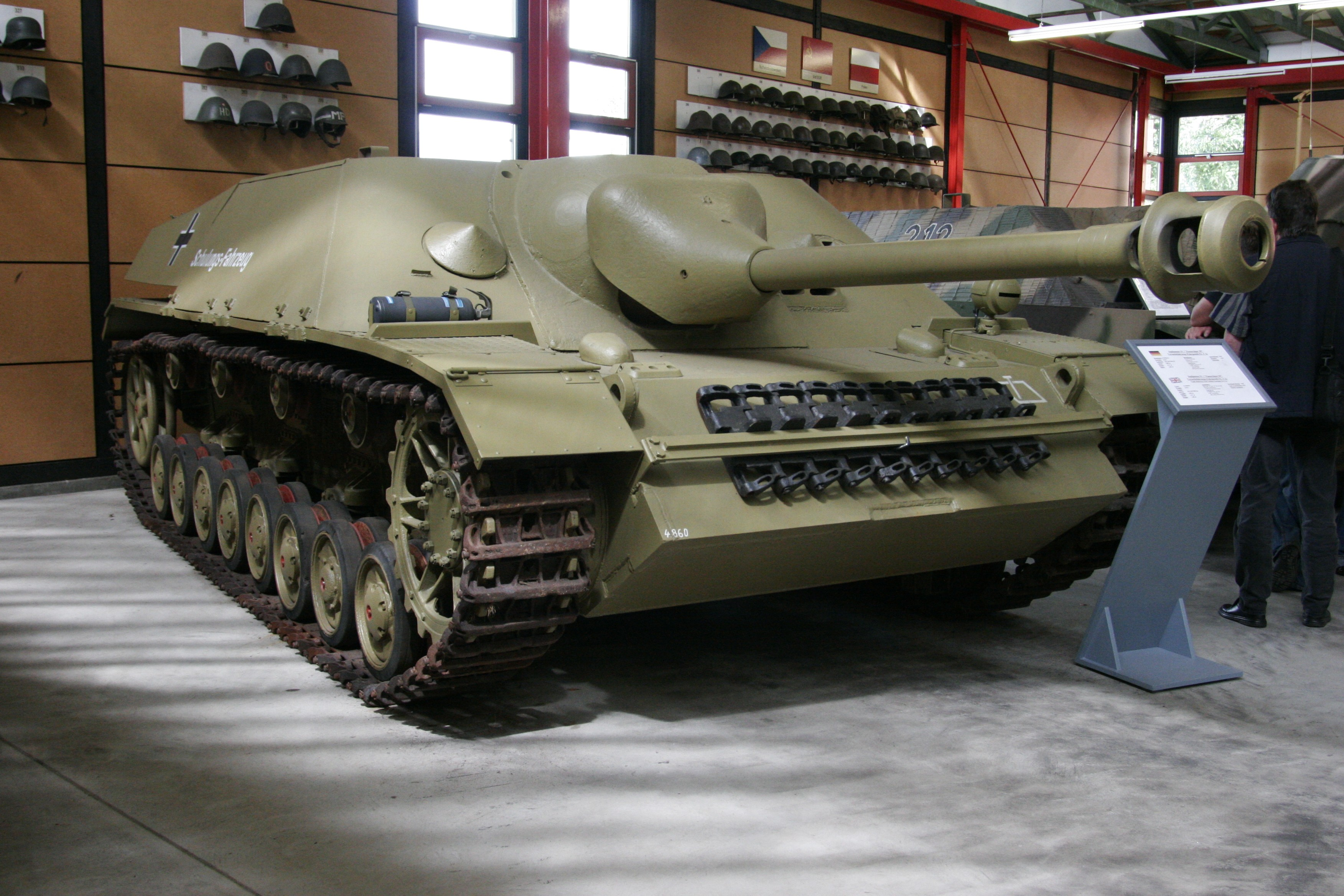
IV号駆逐戦車 ラング L/48
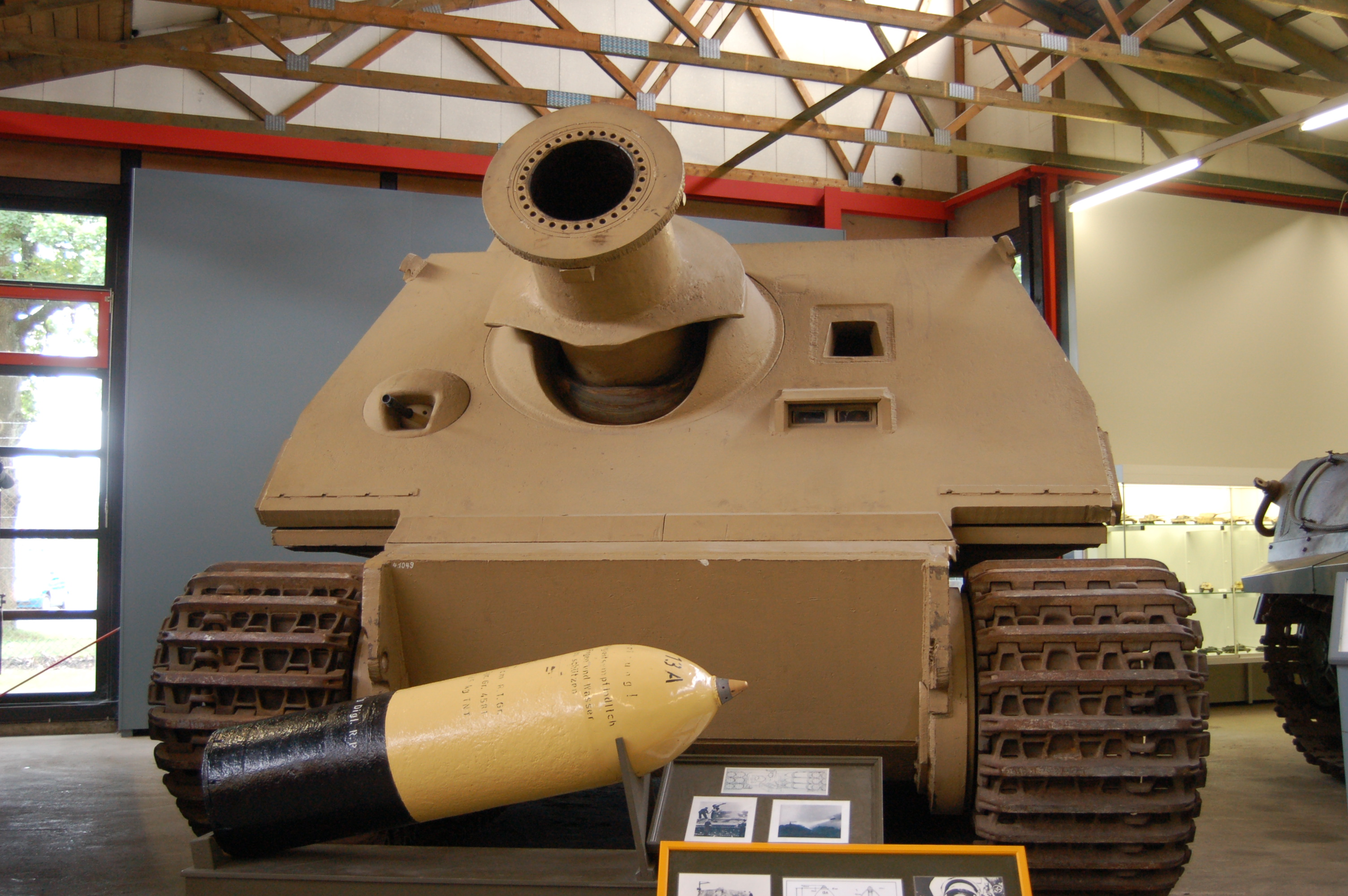
シュトルムティーガー

### 第二次世界大戦のドイツ軍戦車

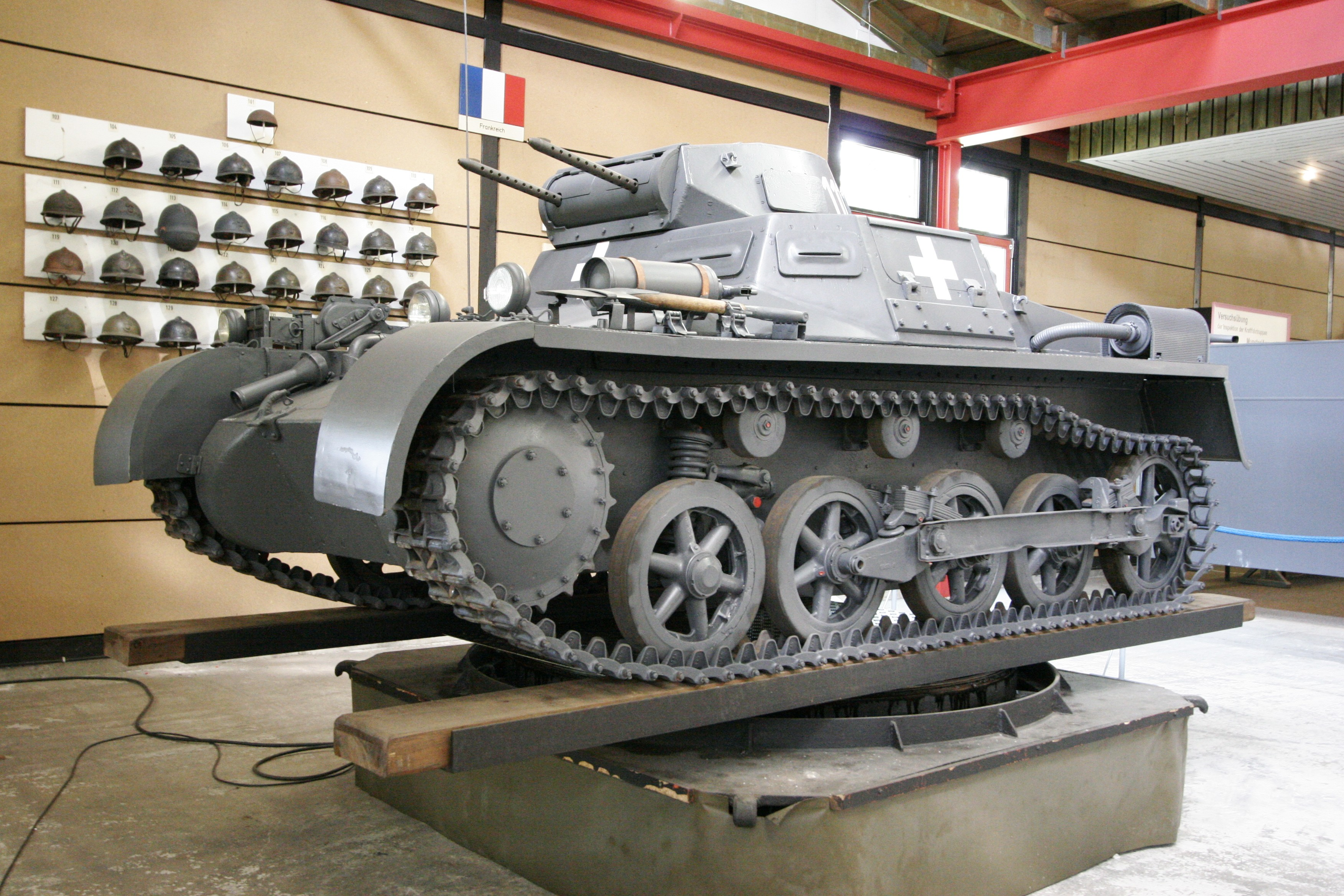
I号戦車
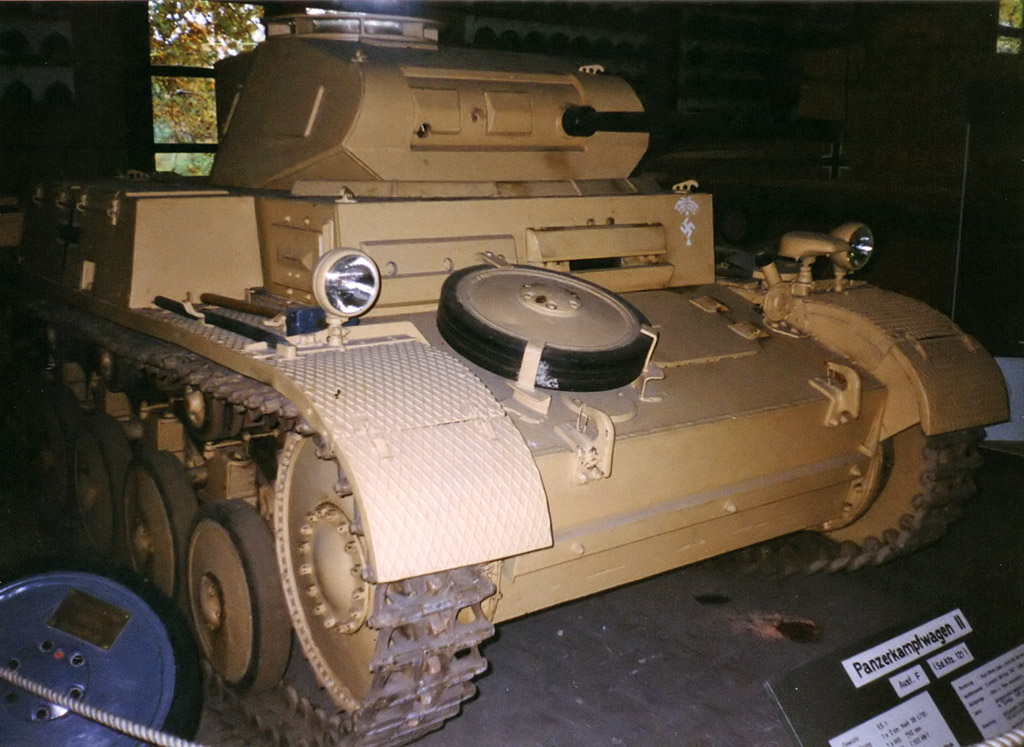
II号戦車
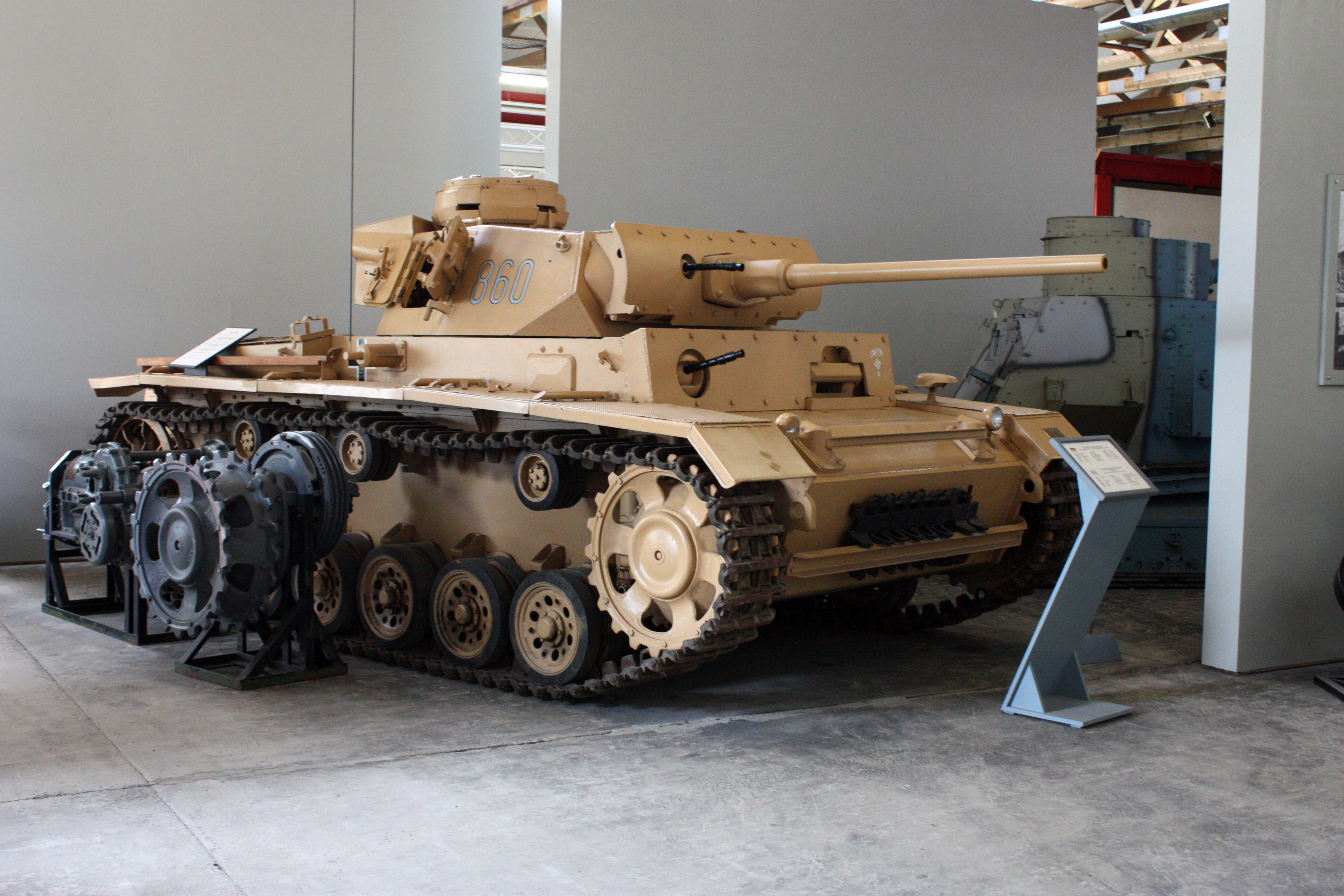
III号戦車
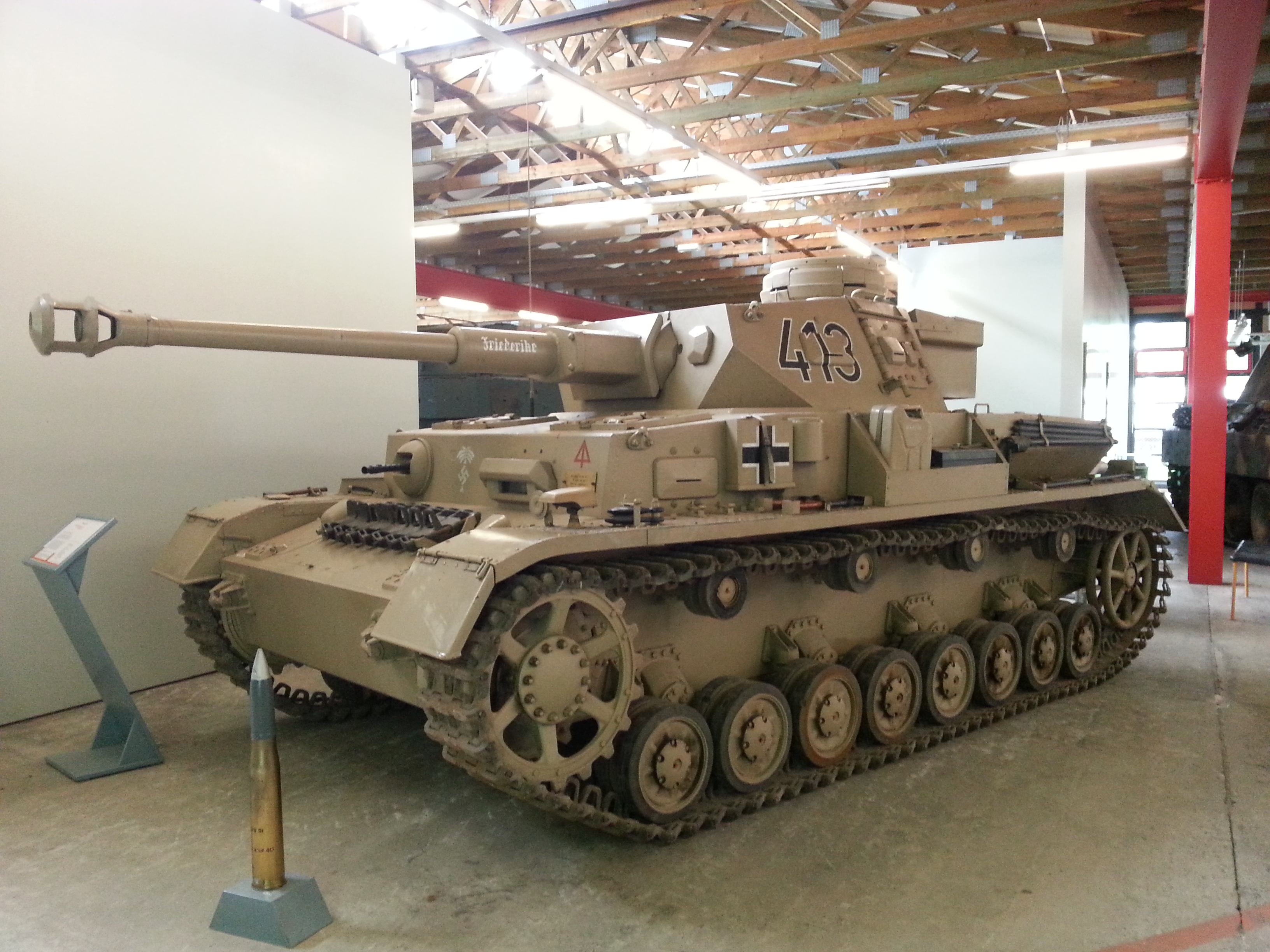
IV号戦車
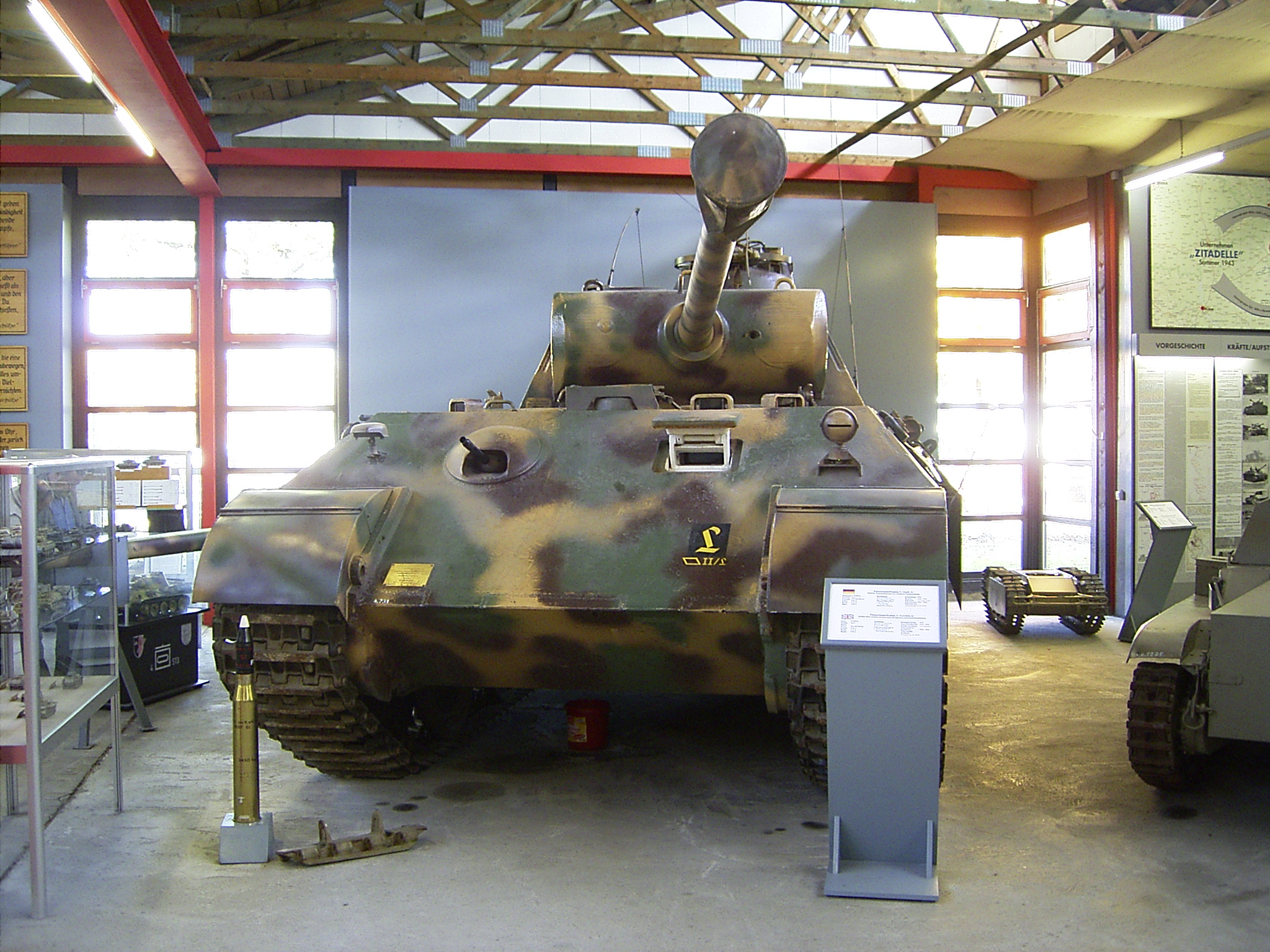
V号戦車パンター
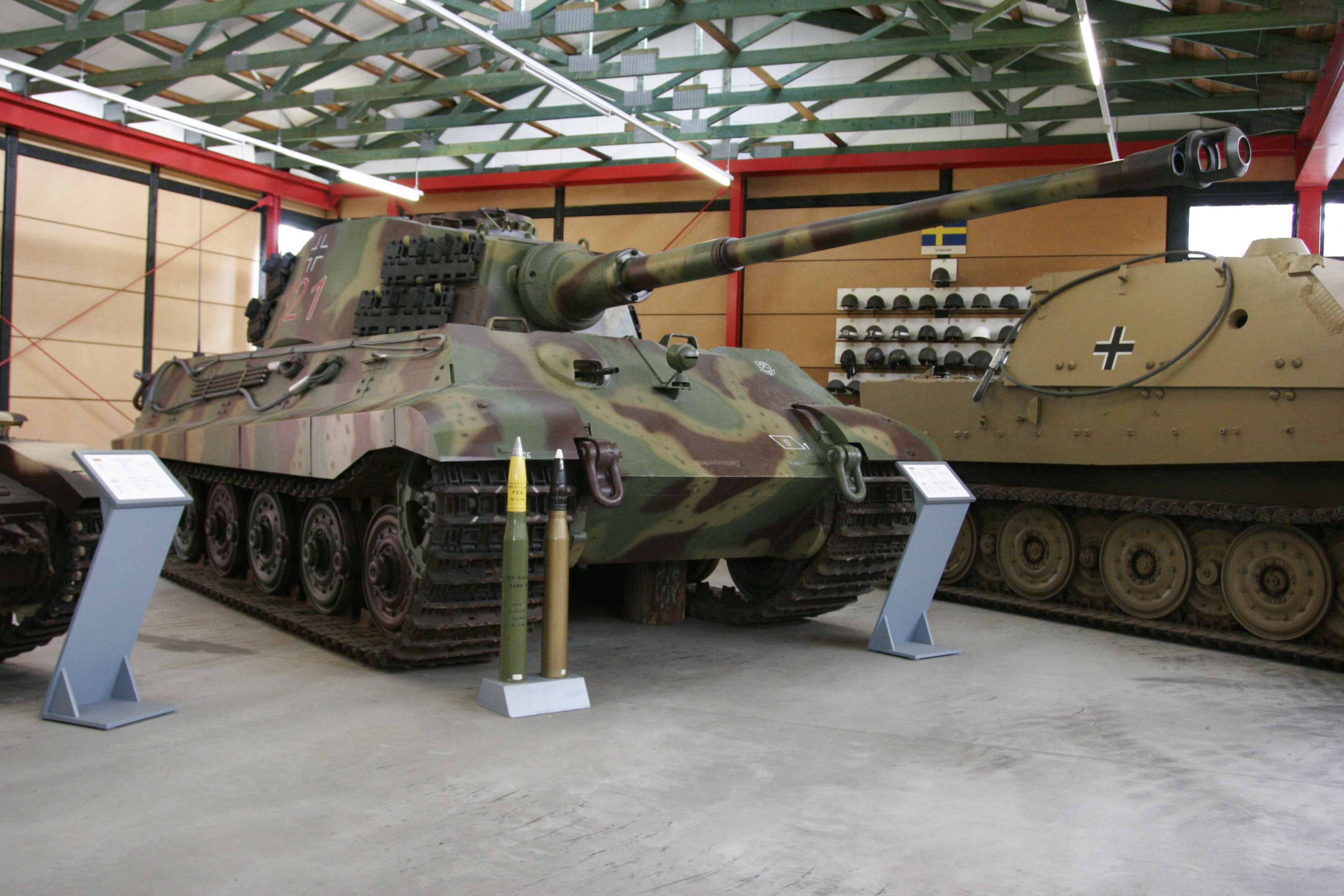
ティーガーII

### 第二次世界大戦の連合軍車両

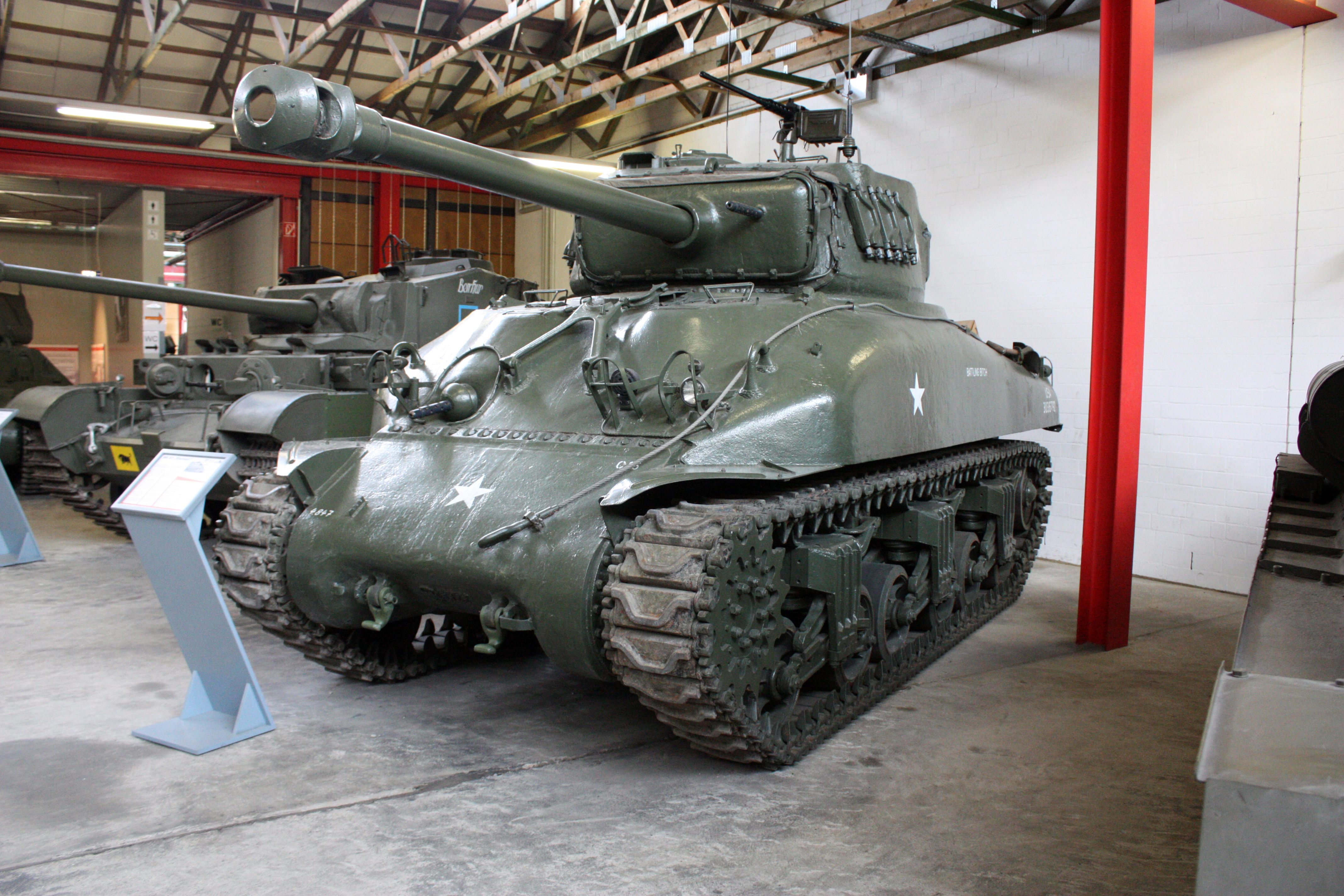
M4A1シャーマン
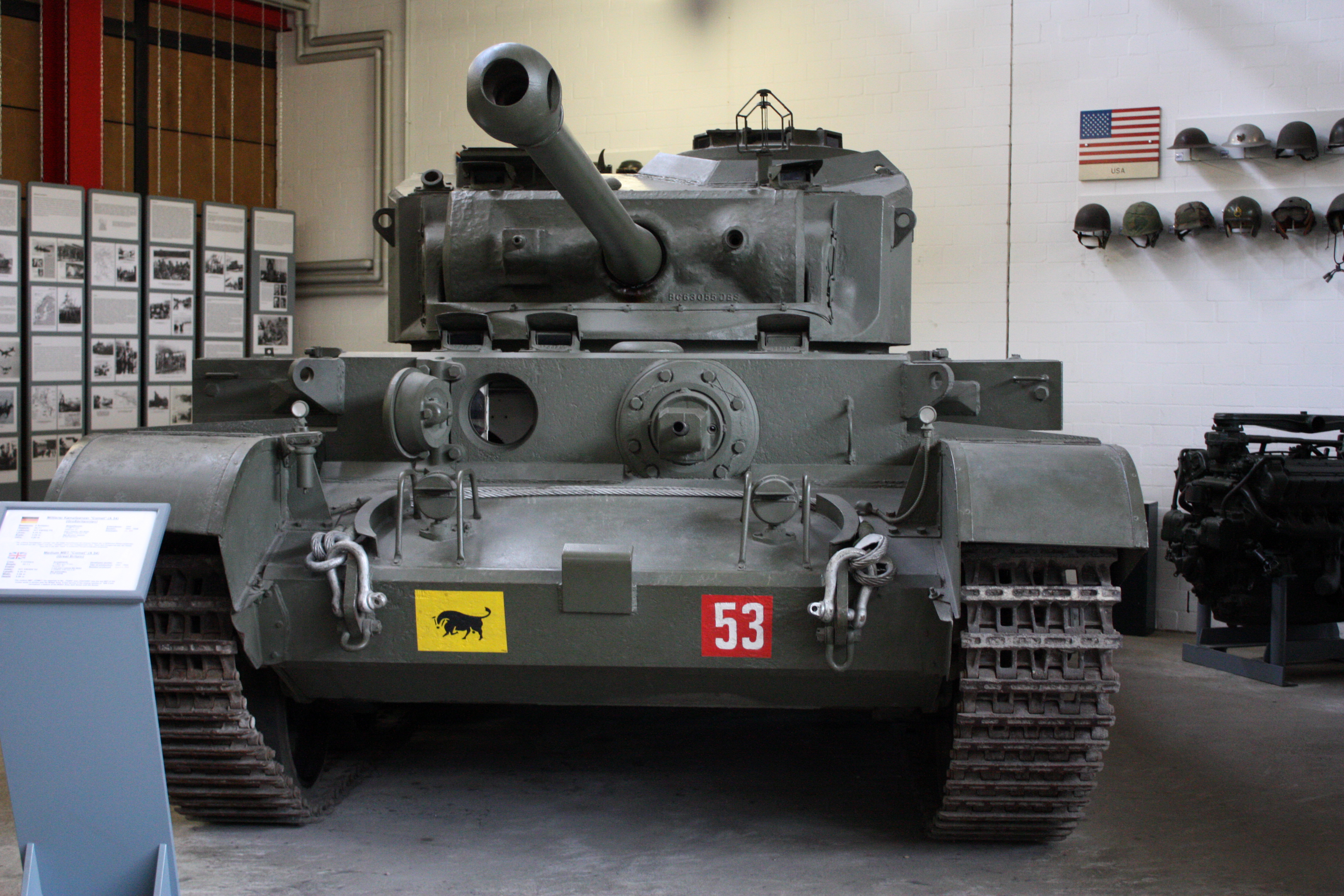
コメット巡航戦車
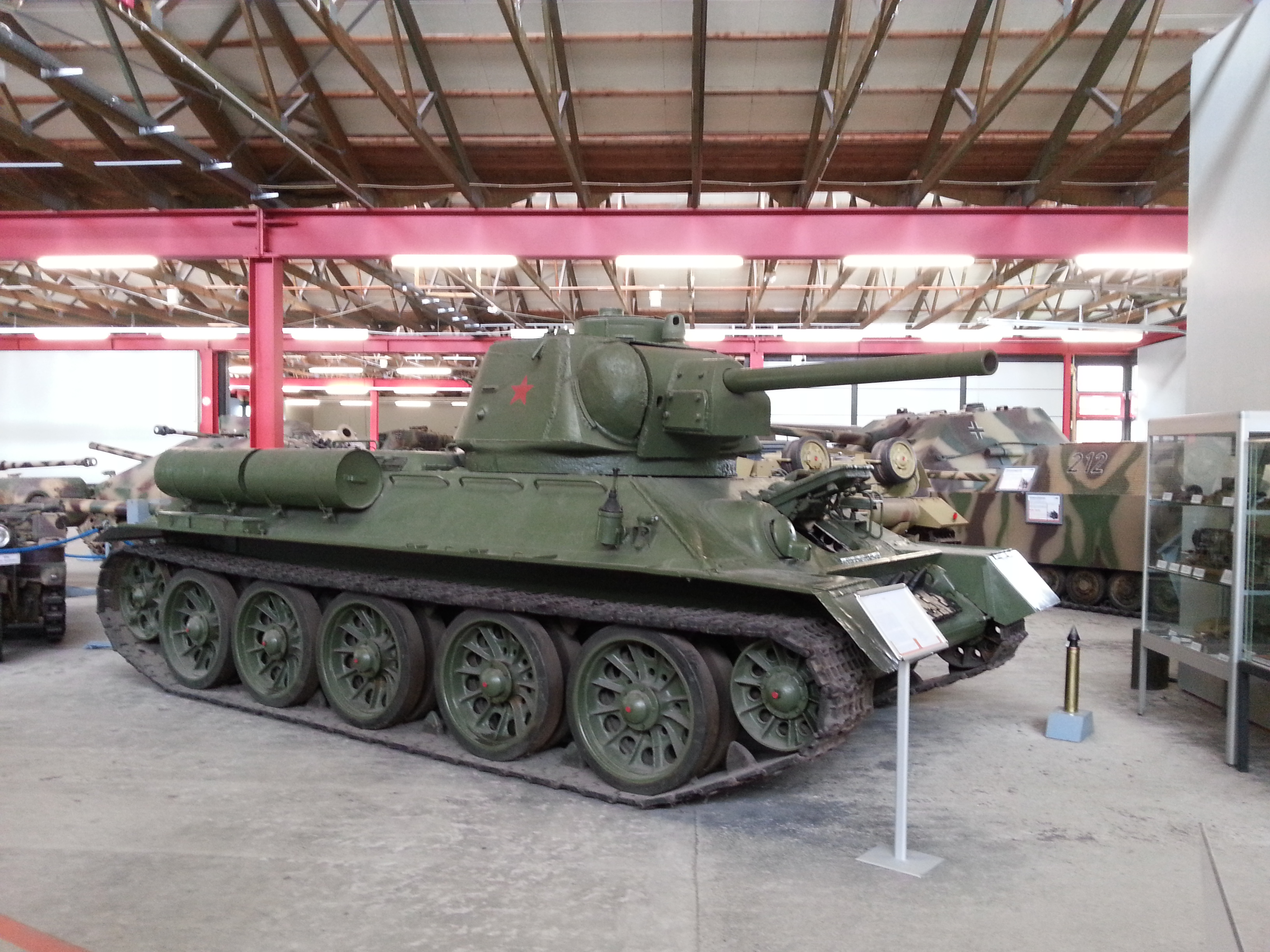
T-34/76
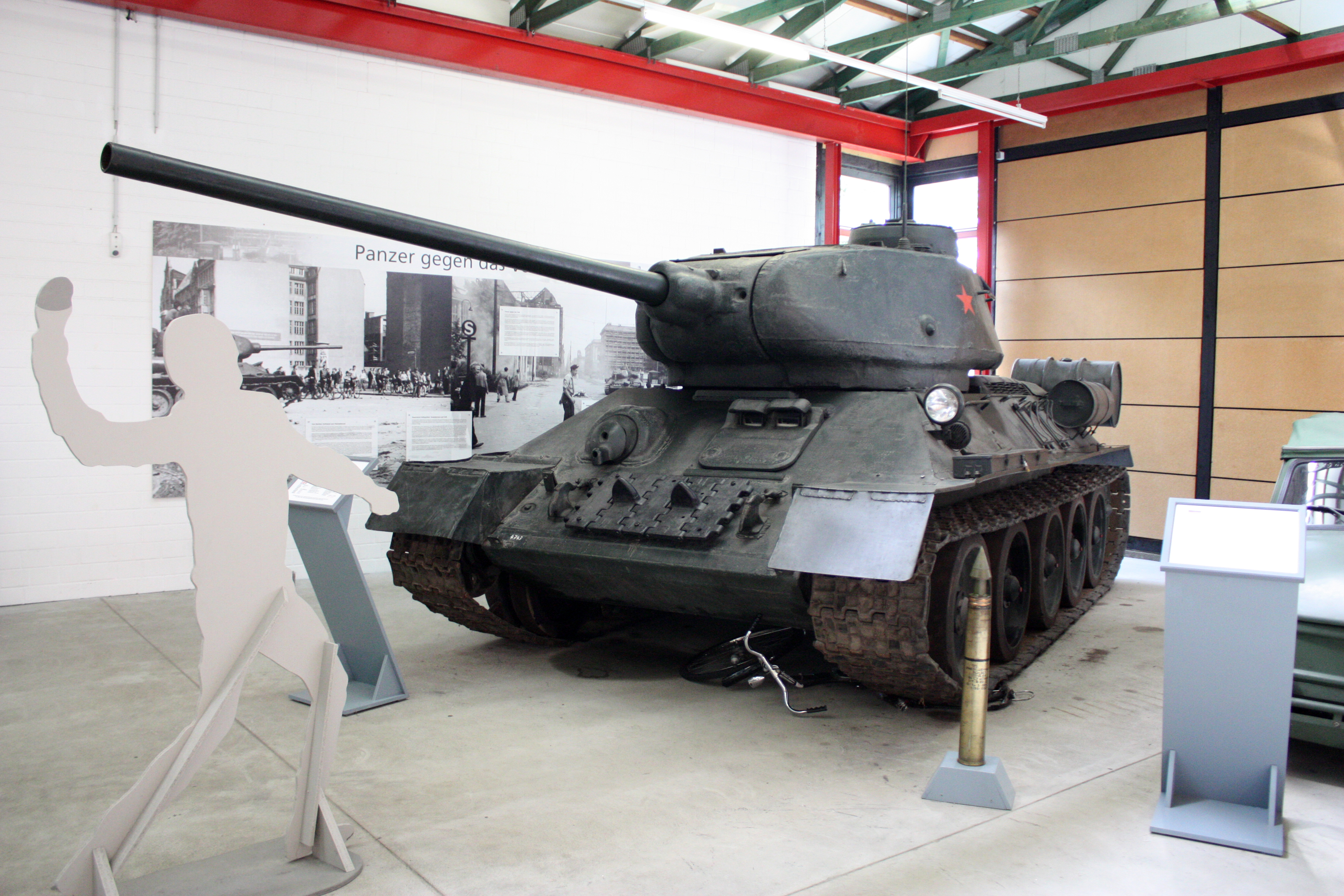
T-34/85

### 第二次世界大戦後のドイツ連邦軍の車両

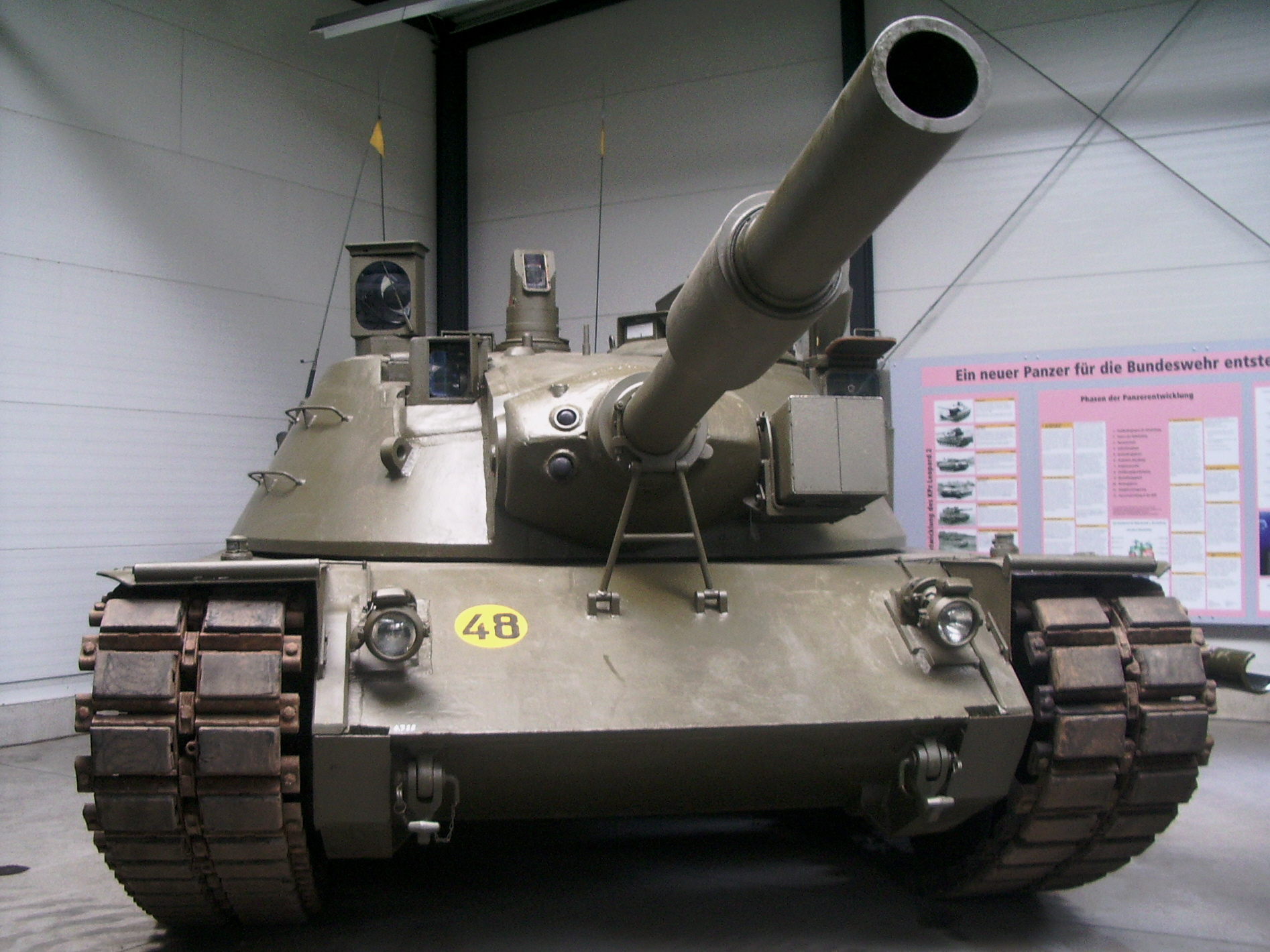
MBT-70
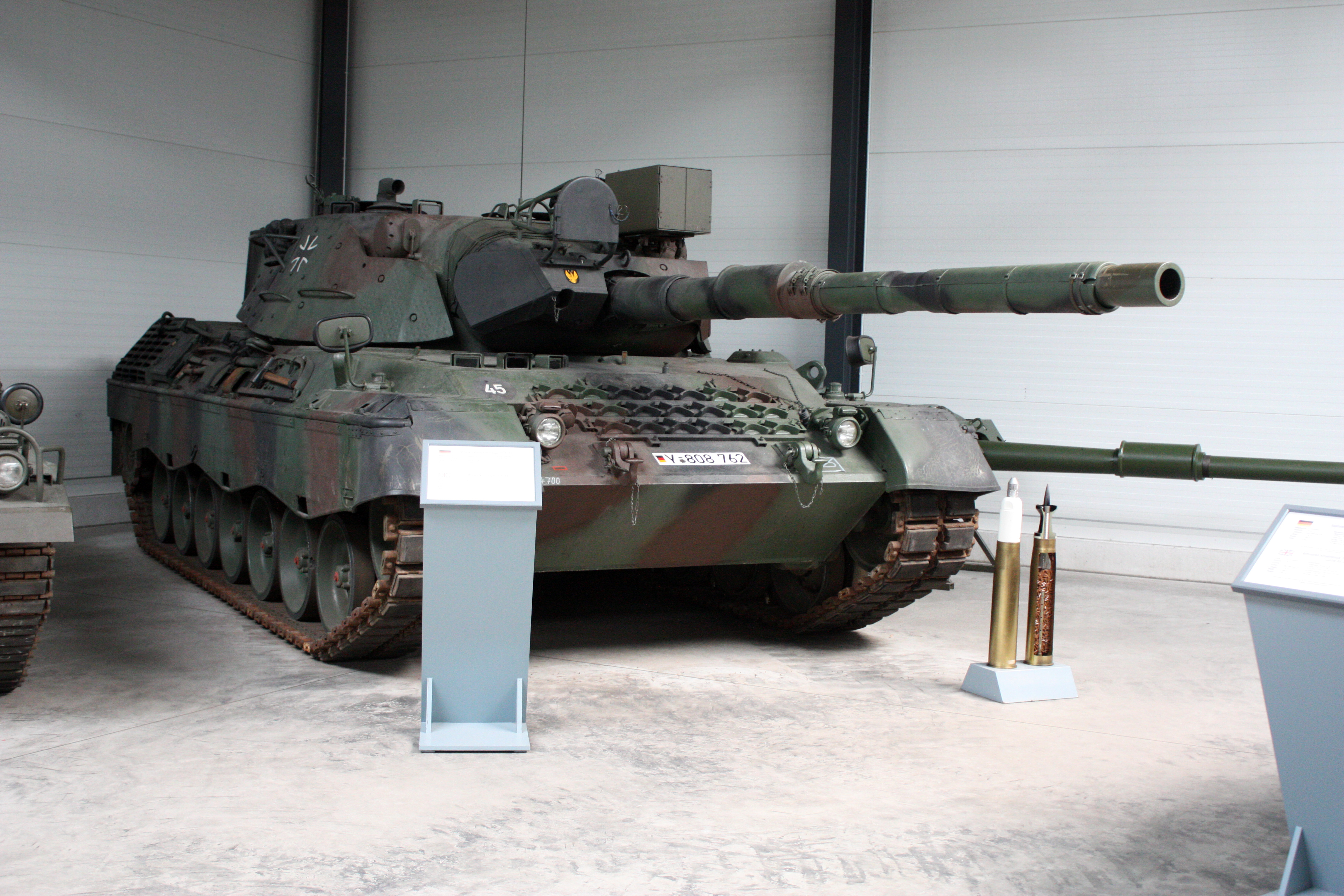
レオパルト1A5
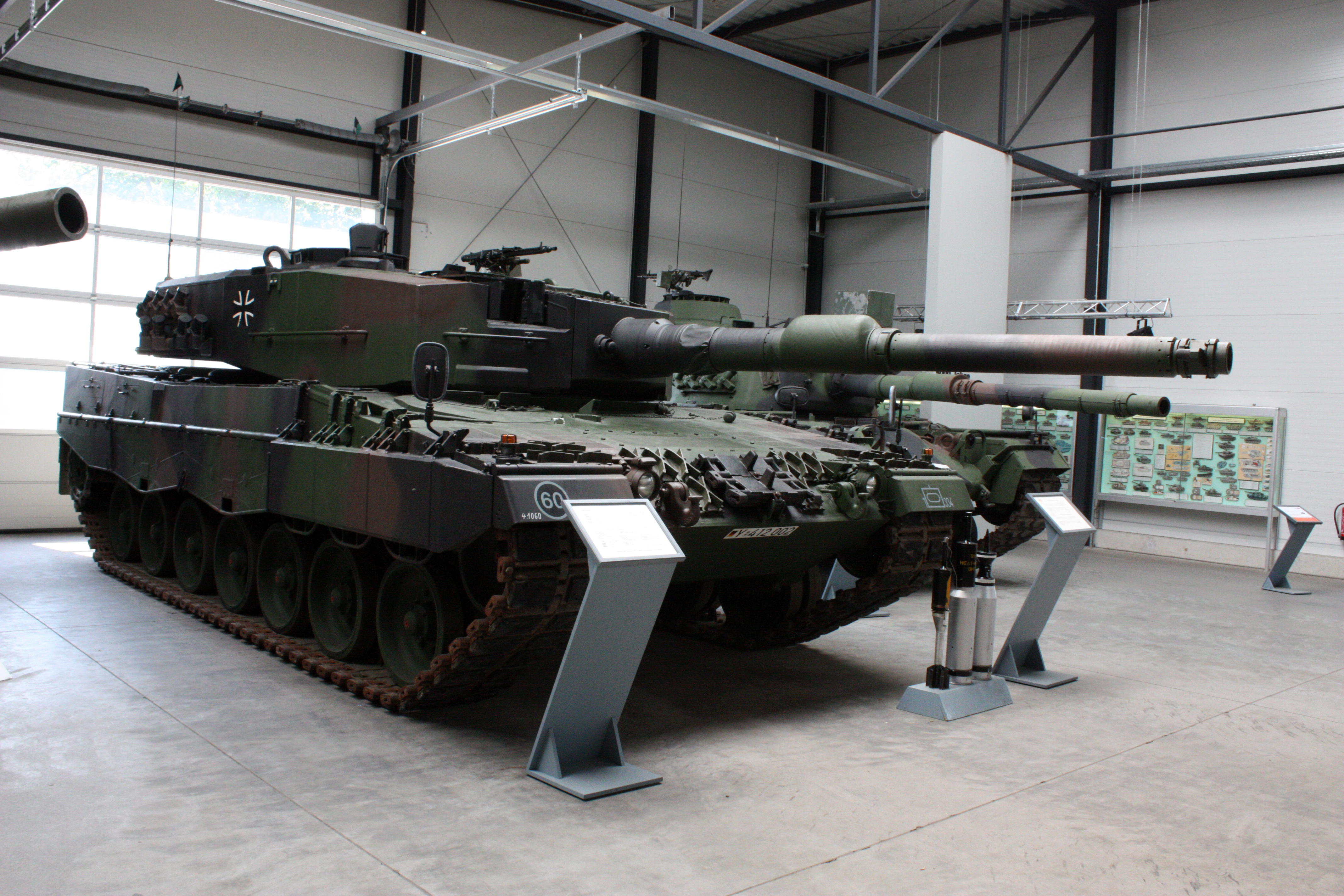
レオパルト2A4
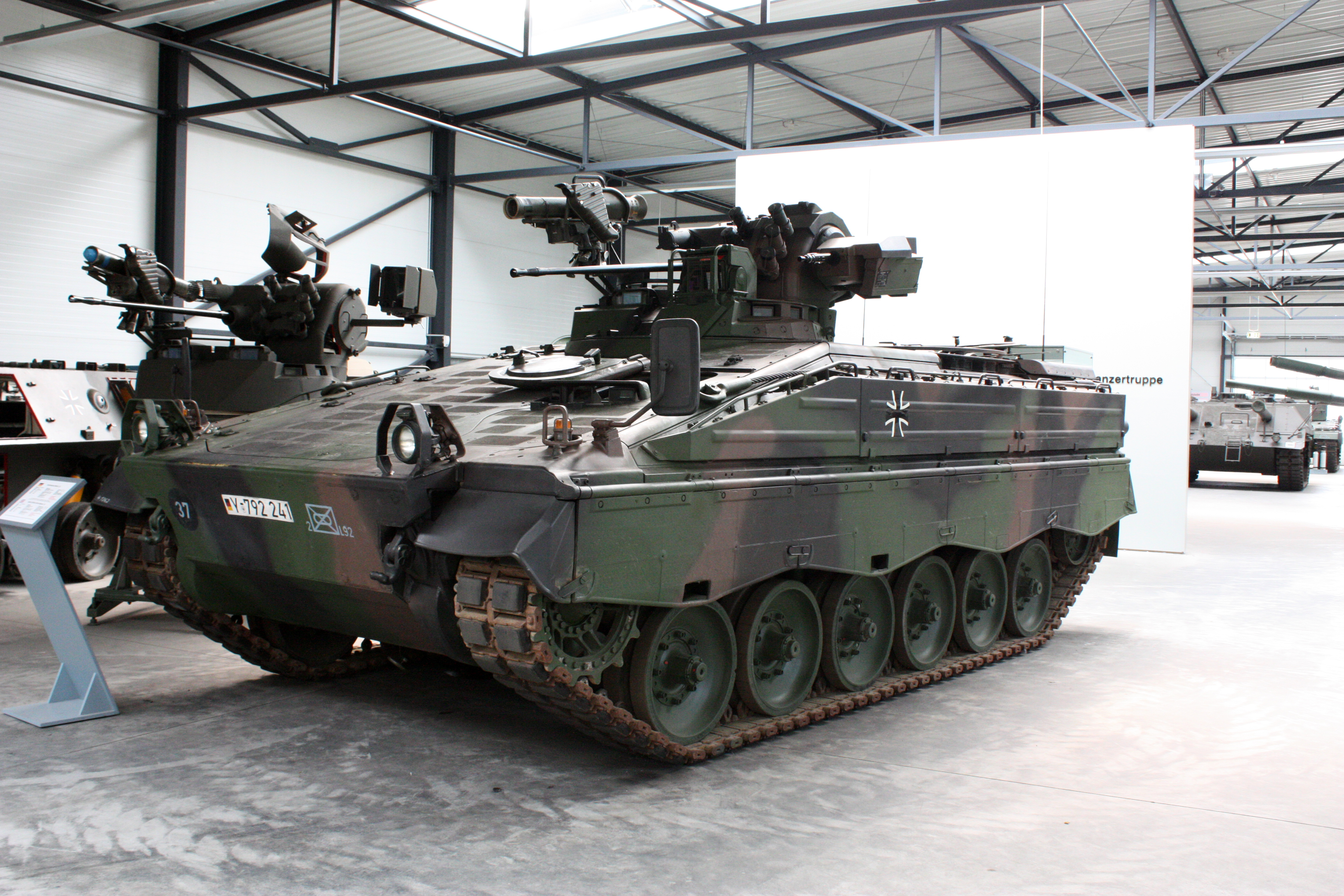
マルダー1A3
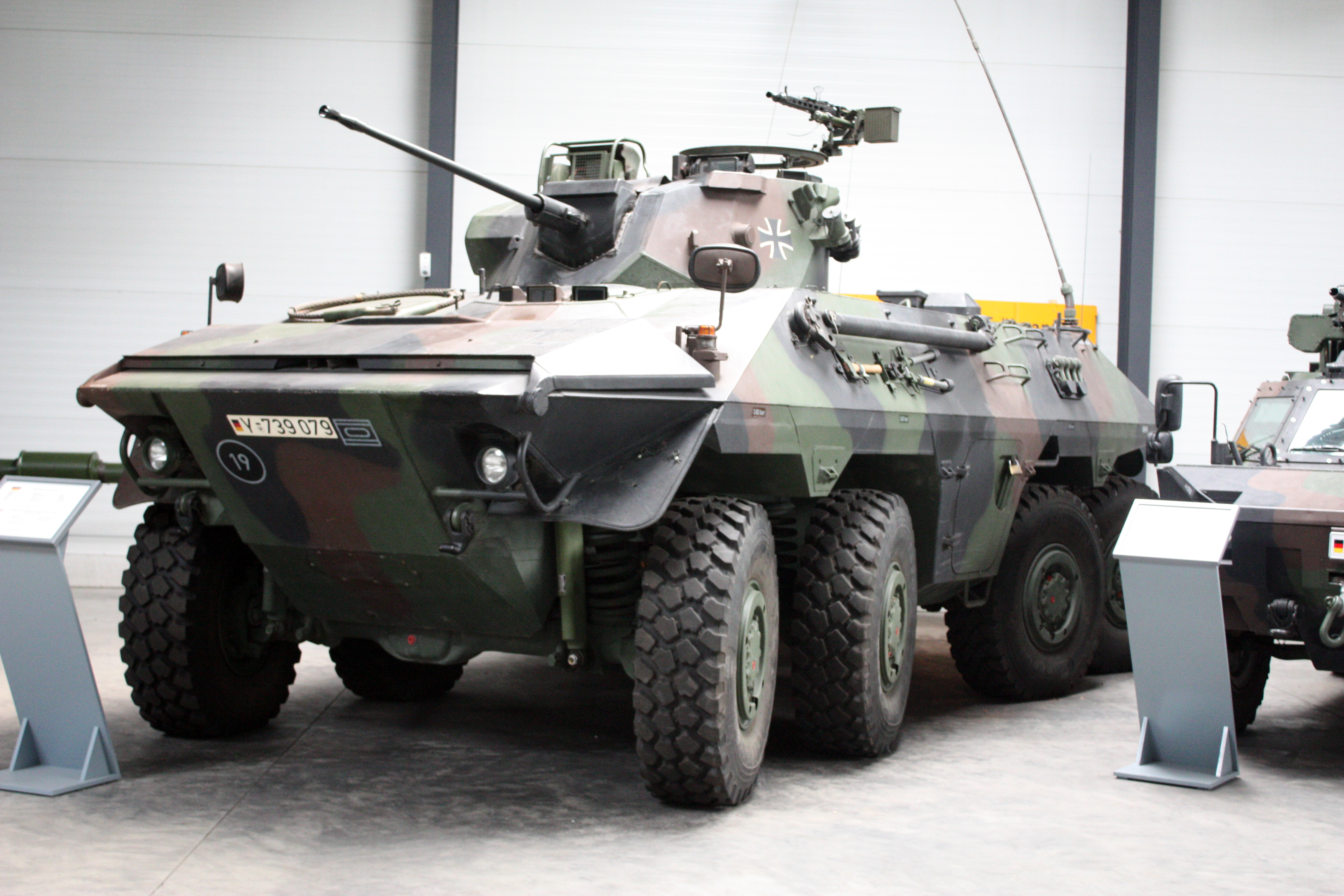
ルクス装輪装甲車
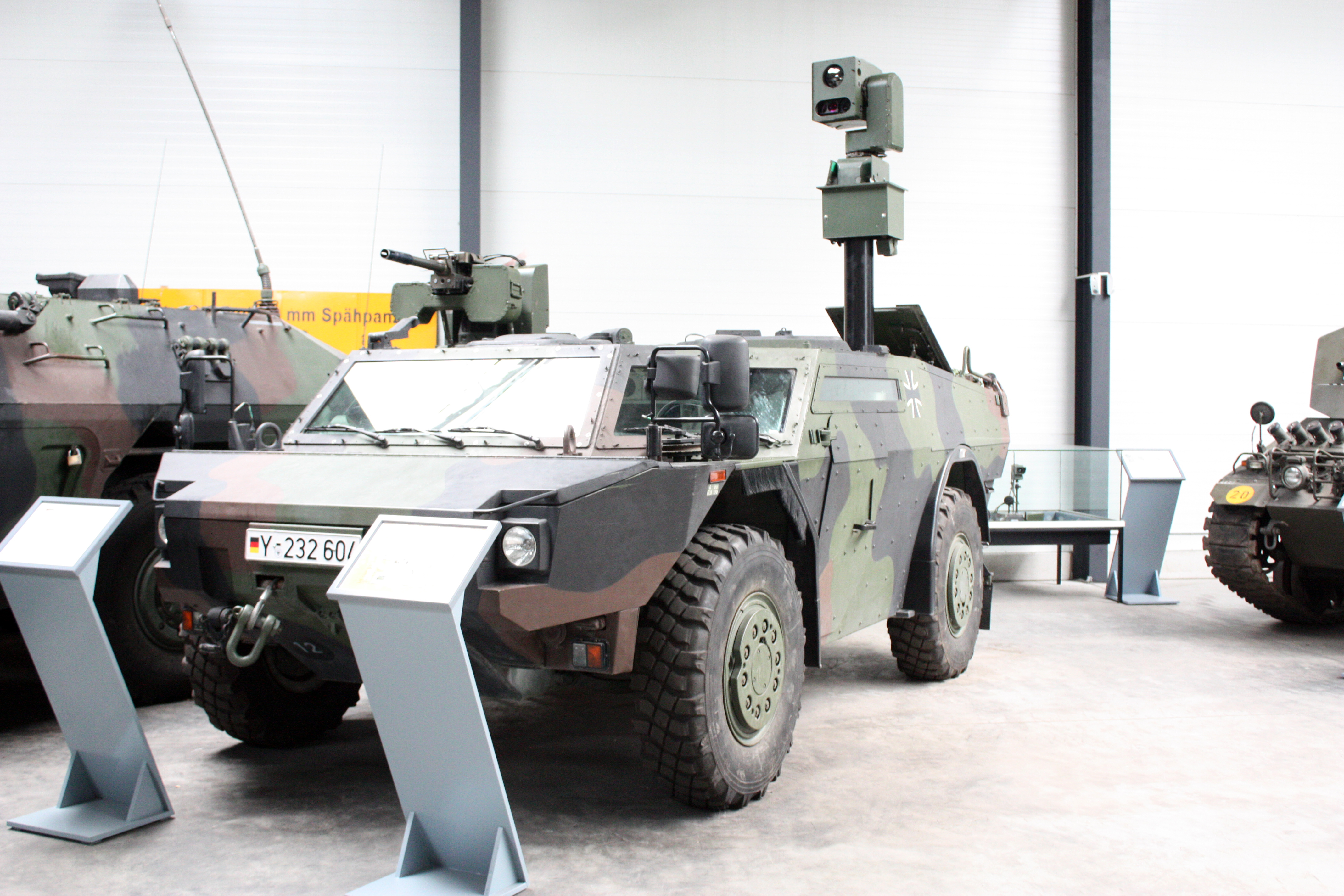
フェネック偵察車

### 第二次世界大戦後のその他の国の車両

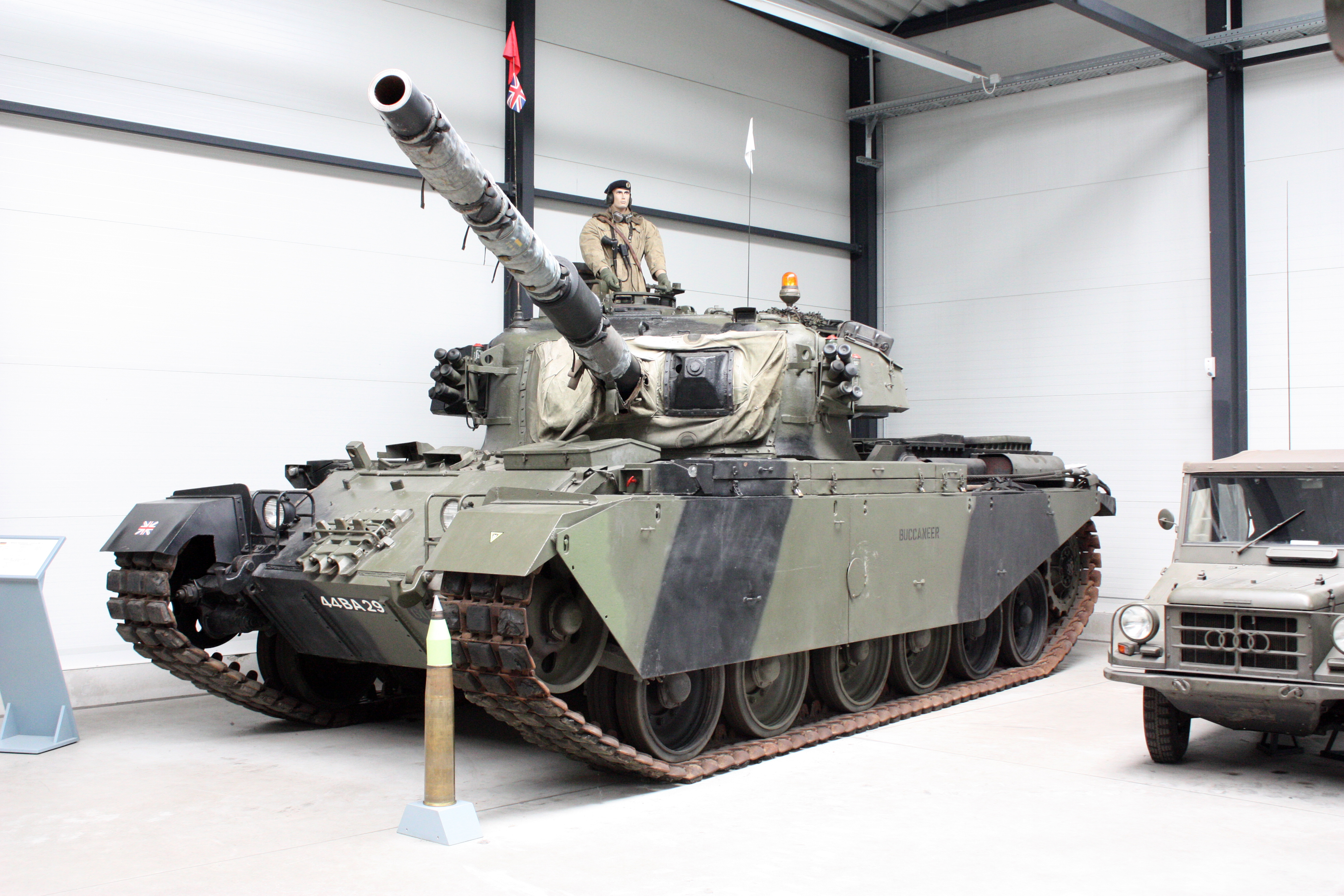
センチュリオン Mk.12
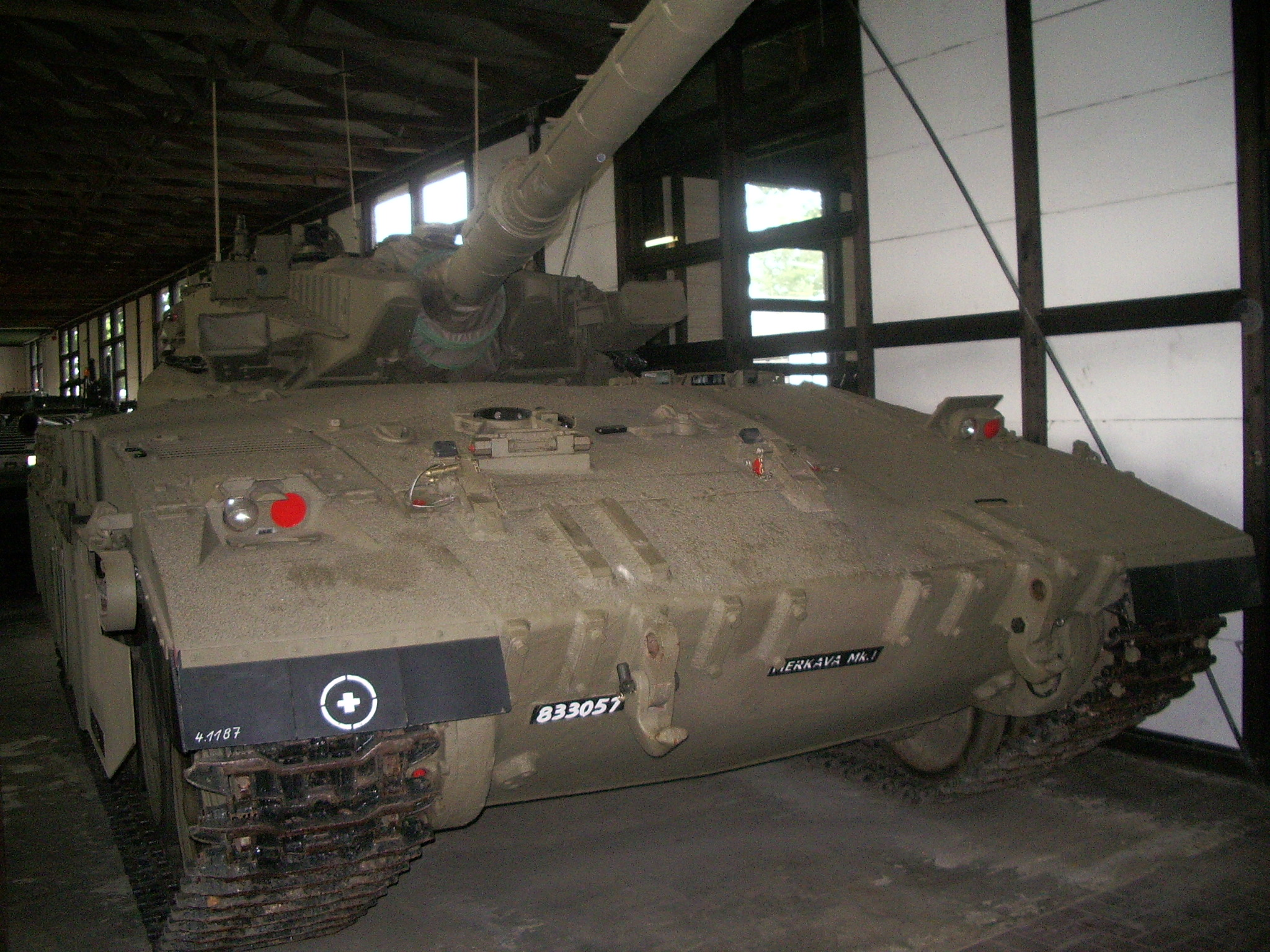
メルカバ Mk.1
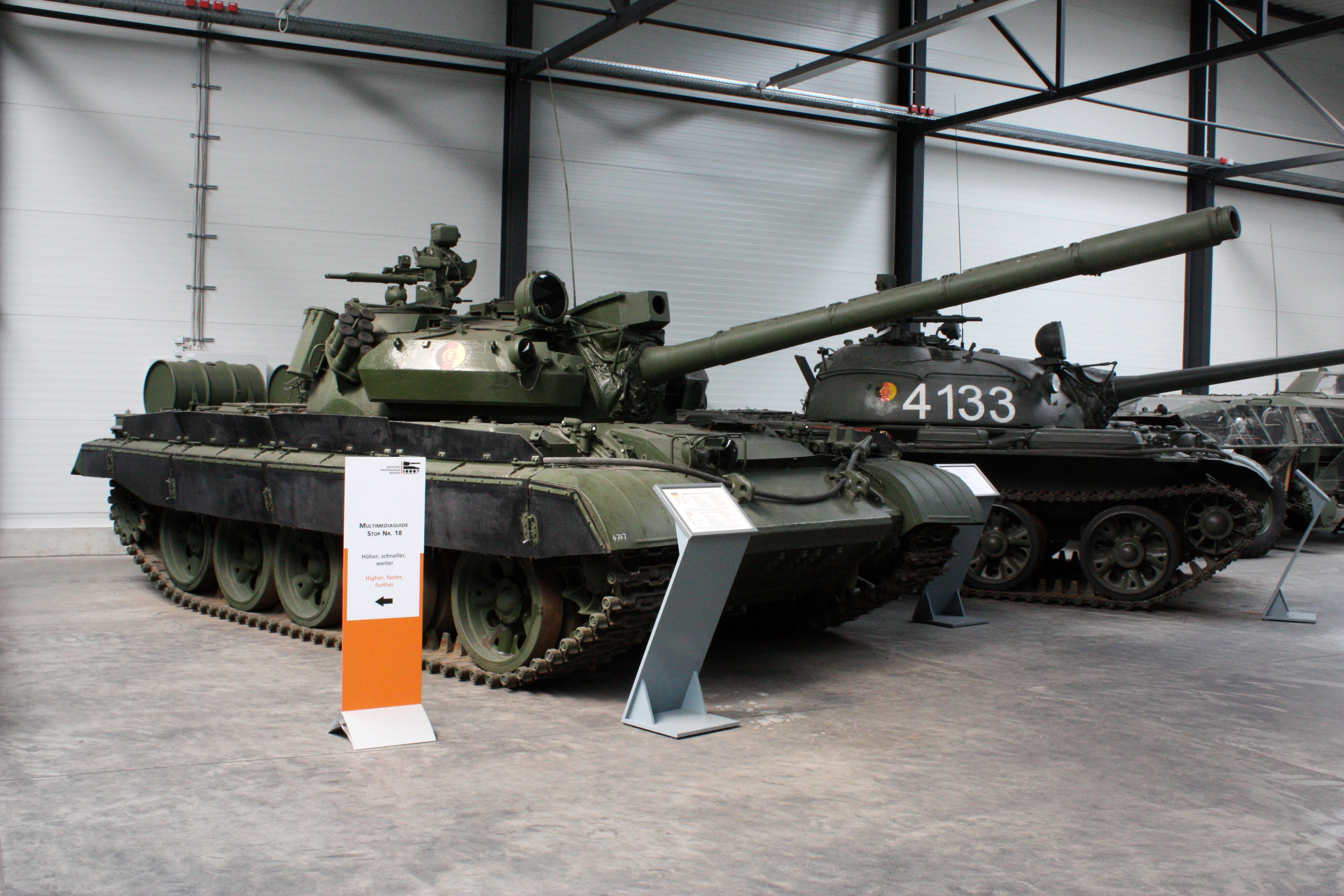
T-55AM2
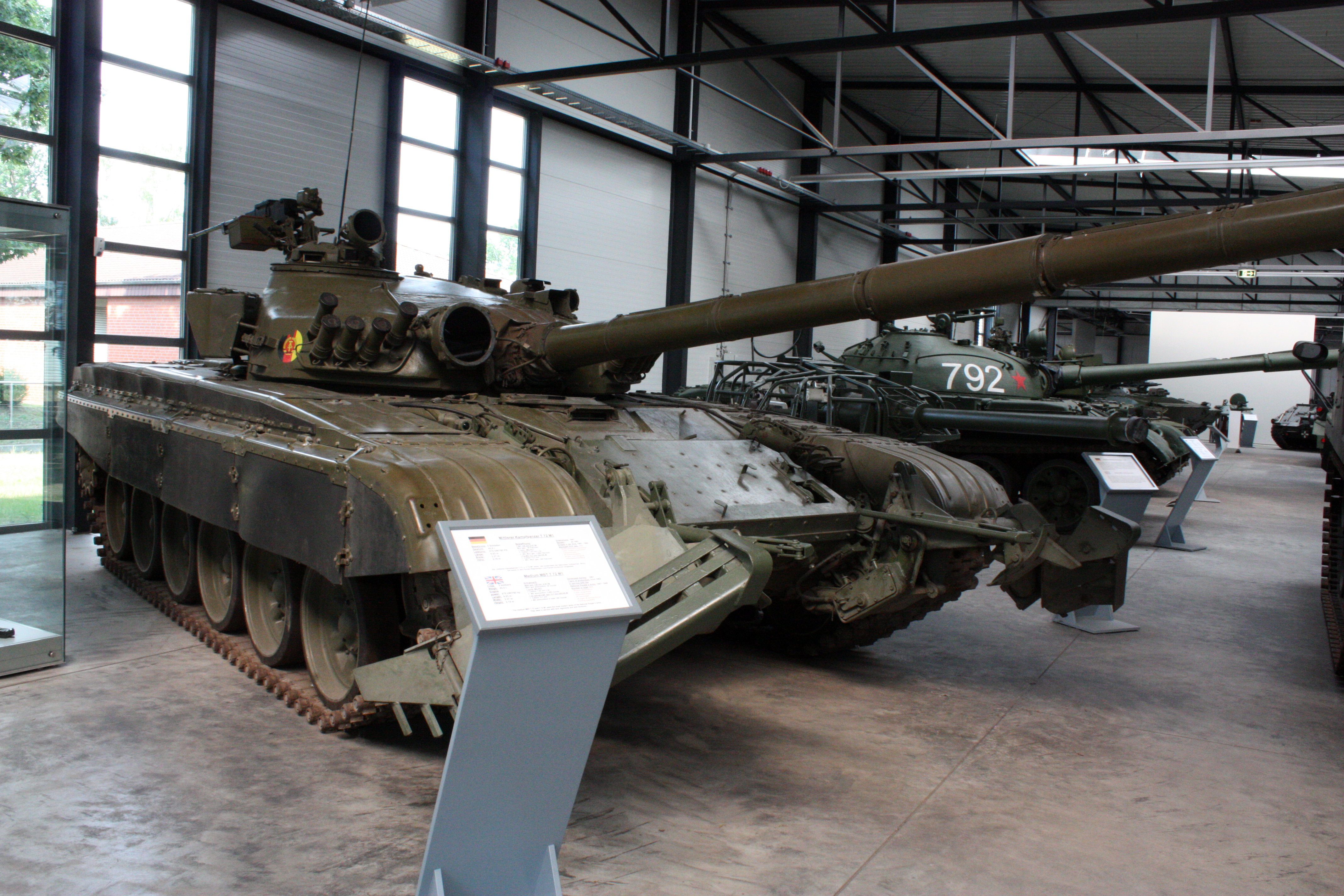
T-72